# Santiago (Chile)
Santiago (pronunciado em português europeu: [sɐ̃ˈtjagu]; pronunciado em português brasileiro: [sɐ̃tʃiˈagu] ou [sɐ̃ˈtjagu]; pronunciado em castelhano: [san̪ˈtja.ɣo]; literalmente "São Tiago"), por vezes chamada Santiago do Chile (em castelhano: Santiago de Chile, pronunciado: [san̪ˈtja.ɣo ðe ˈtʃi.le] (escutarⓘ)) para a distinguir de cidades homónimas, é a capital e a maior cidade do Chile. Está localizada na Região Metropolitana de Santiago, no vale central chileno, ao lado da cordilheira dos Andes. É o maior e mais importante e desenvolvido centro urbano, financeiro, cultural e administrativo do país. Chamada de Grande Santiago ou simplesmente Santiago, é uma aglomeração que possui 32 comunas de maneira íntegra e 11 comunas de forma parcial. A maior parte de Santiago está na província de mesmo nome, com alguns setores periféricos dentro das províncias de Maipo, Cordillera e Talagante.
No ano de 2017, a conurbação se estendia em 641,4 km² e tinha uma população de 6 257 516 habitantes, o que equivale a cerca de 35,6% da população total do país naquele ano. De acordo com esses números, Santiago, é efetivamente, a sétima cidade mais populosa da América Latina, a 40.ª do mundo e uma das 45 regiões metropolitanas mais populosas do mundo.
A cidade de Santiago abriga os principais organismos governamentais (à exceção do Congresso Nacional, localizado na cidade de Valparaíso), financeiros, administrativos, comerciais e culturais do Chile. Santiago também é sede da CEPAL, além de ser considerada a terceira capital latino-americana com melhor qualidade de vida, depois de Montevidéu (Montevideu em português europeu) e Buenos Aires, e uma Cidade Global "Beta +", segundo estudos da Globalization and World Cities Research Network. É considerada a 2.ª cidade mais competitiva da América Latina e a 60.ª do mundo. Além disso, é classificada como a 53.ª cidade mais rica do mundo, com um PIB estimado em 93 bilhões USD (93 mil milhões USD em português europeu) em 2005 e que deve chegar a 205 bilhões USD (205 mil milhões USD em português europeu) até 2020.

## História

### Fundação

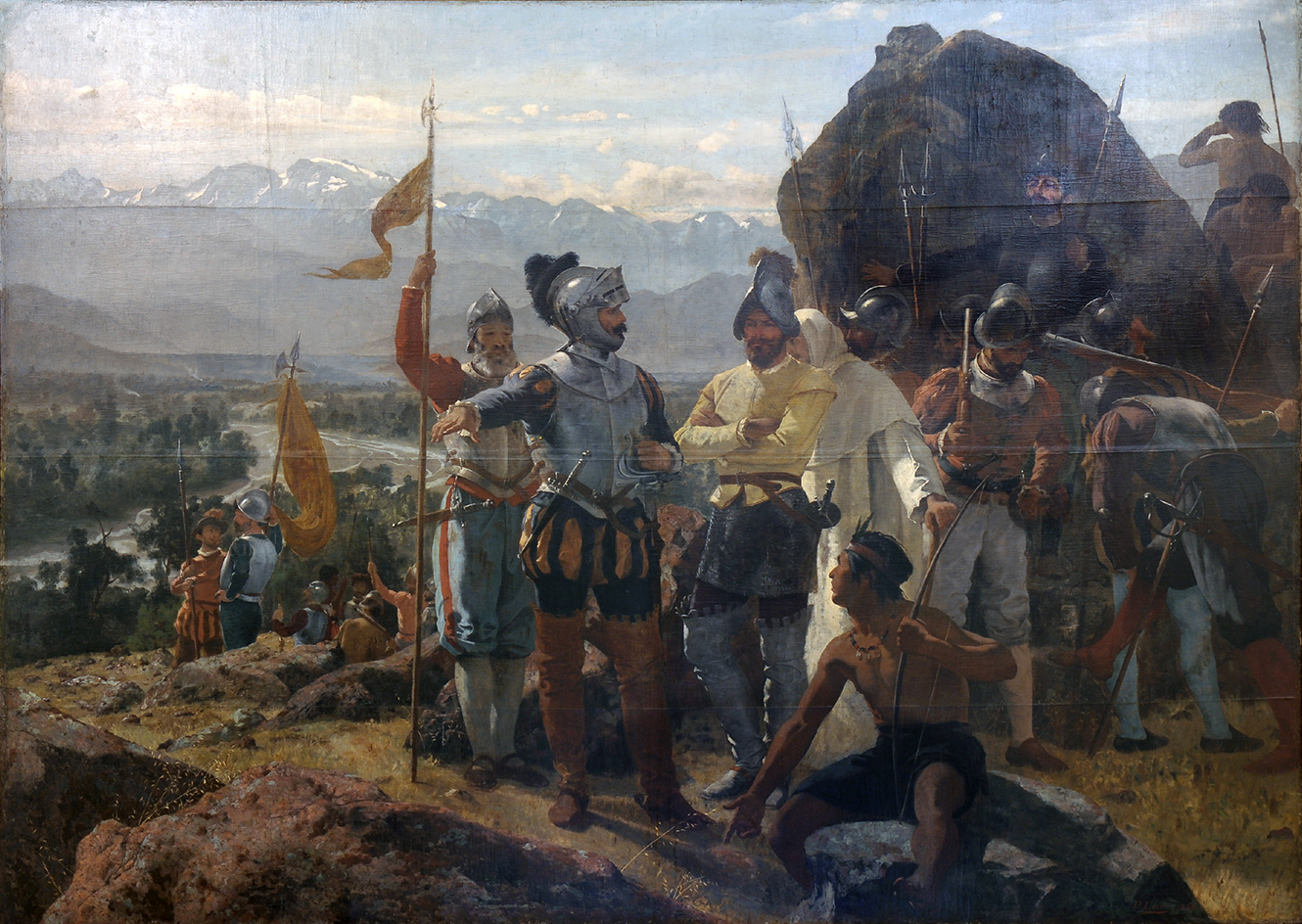
A Fundação de Santiago por Pedro de Valdívia por Pedro Lira (1889)

Santiago foi fundada pelo conquistador espanhol Pedro de Valdivia, no dia 12 de fevereiro de 1541, com o nome de "Santiago de Nueva Extremadura" (em honra ao Apóstolo Santiago, santo patrono da Espanha). A cerimônia de fundação ocorreu no "Cerro Huelén" (renomeado por Valdívia como Cerro Santa Lúcia). Assim, Pedro de Valdivia iniciou a conquista do Chile. Foi escolhida essa região por seu clima moderado e por estar ao lado do rio Mapocho. Por conselho do cacique picunche Millacura, a cidade foi fundada entre os dois braços desse rio.
A cidade foi destruída no dia 11 de setembro de 1541 pelas forças dos nativos da região, chefiados por Michimalonco, que promoveu a Guerra do Arauco.
Os primeiros edifícios da cidade foram construídos com o apoio dos nativos picunches. Um pequeno riacho-afluente sul do rio Mapocho foi drenado e transposto, convertendo-se em uma passagem pública, conhecida como Alameda (hoje, a Avenida Libertador Bernardo O'Higgins).

### Século XIX

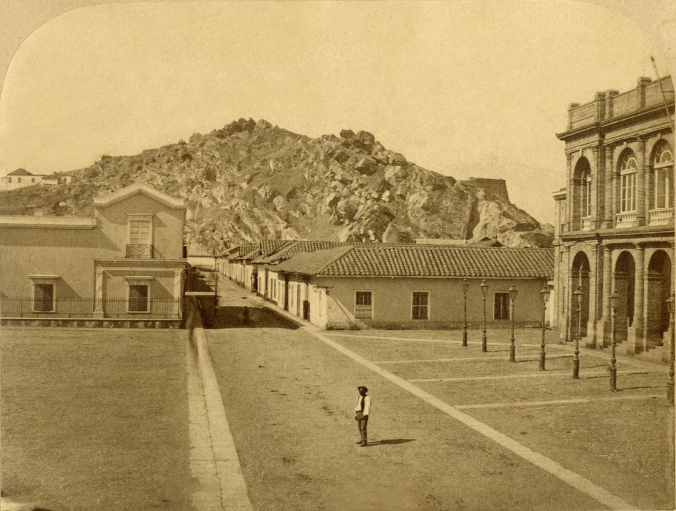
Santiago em 1860

A cidade foi palco da Guerra da Independência (1810-1818). Com a conquista da independência em 1818, logo foi nomeada capital, nesse mesmo ano.
Graças à gestão do intendente Benjamín Vicuña Mackenna (1872-1875), se criou a estrada do Cerro Santa Lúcia e começou a expansão da cidade. Na década de 1880, as salitreiras do norte do Chile trouxeram prosperidade ao país, promovendo o crescimento de Santiago. No entanto, mesmo no final do século XIX, Santiago não passava de uma pequena capital, com poucos edifícios, entre eles, o Palácio de La Moneda, prédio utilizado pelo governo chileno, algumas igrejas e outros prédios cívicos. A Igreja da Companhia de Jesus sofreu um incêndio em 1863, durante uma missa, e mais de 2 000 pessoas morreram. Este foi o maior incêndio já registrado na capital até hoje.
Durante a República Autoritaria se criaram a Universidad de Chile, a Escuela Normal de Preceptores, a Escuela de Artes y Oficios e a Quinta Normal, que incluía os museus de Bellas Artes (atual Museu de Ciencía e Tecnología) e de História Natural.

### Século XX

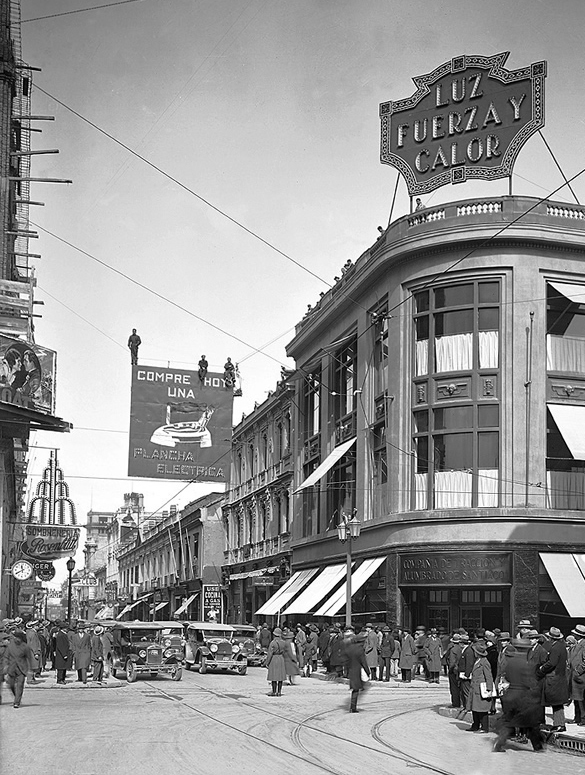
Vista do Paseo Ahumada, no centro da cidade, no fim da década de 1920

Durante a celebração do Centenário da República, em 1910, criou-se o atual Museu de Belas Artes, o Parque Florestal, a Biblioteca Nacional e a Estação de Trem Mapocho (hoje, um centro de eventos). Junto aos anteriores, as obras do Centenário da República também incluíram a construção do sistema de esgotos e recolecção de águas das chuvas do centro de Santiago, a cargo da companhia francesa Batignolles e Fould.
O século XX se destaca pelo grande crescimento da população, principalmente de gente que provinha do campo, o que descontrolou a planificação urbana e a cidade começou a crescer indiscriminadamente.
Santiago começou a se transformar em uma cidade moderna a partir da década de 1930, com a construção do Bairro Cívico, em torno do Palácio de La Moneda. A cidade se expandiu até as periferias e, em 1940 nasce o conceito da Gran Santiago (Grande Santiago) chegando a quase um milhão de habitantes.
Em 1975, se inaugura o Metropolitano de Santiago, um grande avanço para o transporte da cidade. Em 1985, um sismo destruiu algumas importantes construções históricas no centro da cidade.
Resultado de seu radical crescimento e desenvolvimento econômico e social, intensificado com seu "boom" econômico na década de 1990, Santiago pertence ao grupo dos maiores e mais importantes centros financeiros da América Latina.

## Geografia

### Geologia e relevo

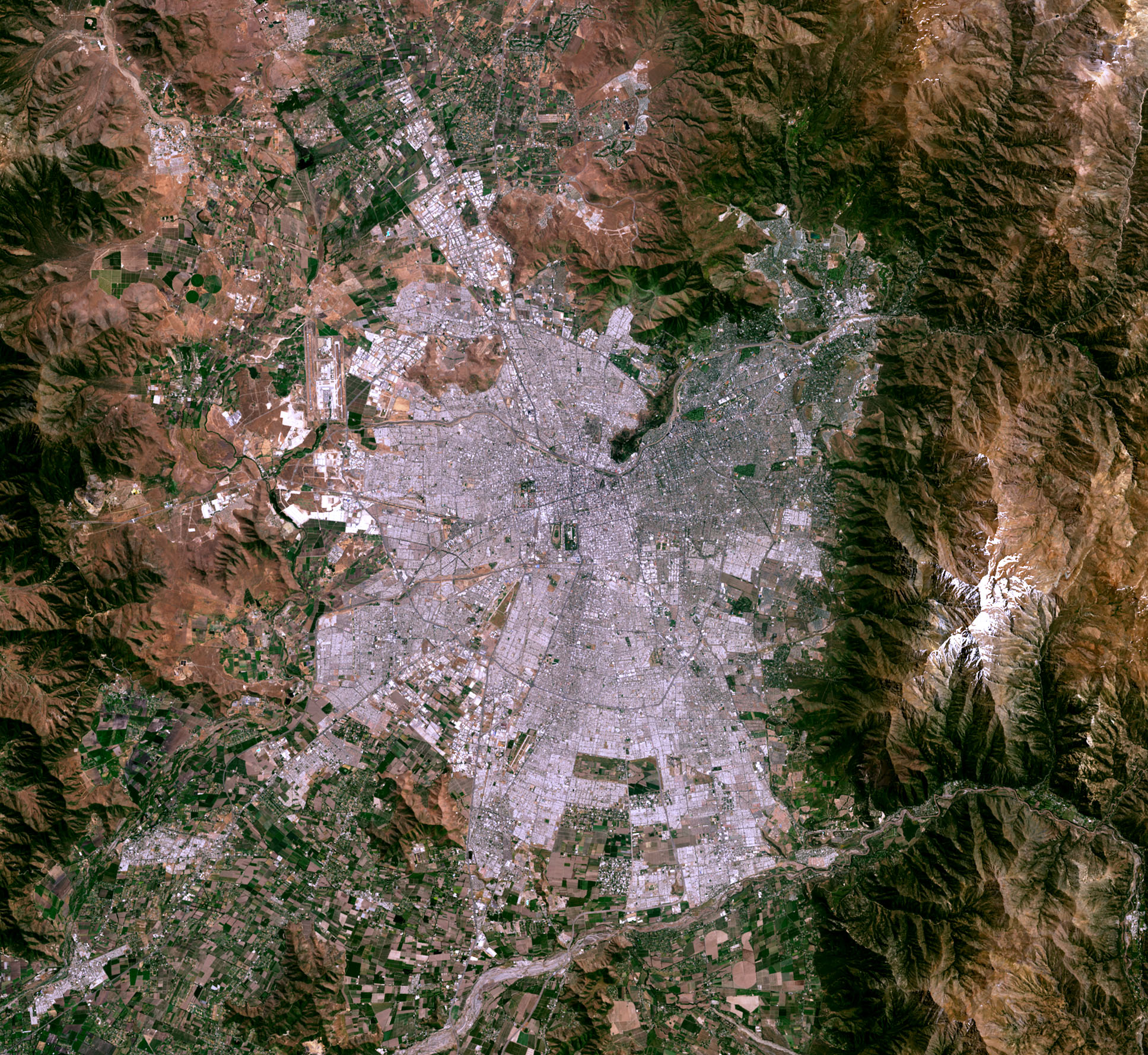
Imagem de satélite de Santiago

A cidade de Santiago está localizada principalmente em um vale chamado "vale central". Este vale é parte da conhecida Depressão Intermediária e está delimitado claramente pelo cordão Chacabuco no norte, a Cordilheira dos Andes no leste, a Angostura de Paine no sul e a Cordilheira da Costa no oeste. Esse vale tem a extensão de 80 km na direção norte-sul e de 35 km na direção leste-oeste, aproximadamente.[carece de fontes?]
Há centenas de milhares de anos, o atual território da cidade era banhado pelo oceano e sedimentos marinhos, sendo que a única parte terrestre mais próxima era a já existente Cordilheira da Costa. A morfologia da região começou a ter seu aspecto atual desde o fim do Paleozóico, quando começou a convergência da Placa de Nazca com a Placa Sul-Americana, está pertencente então ao continente de Gondwana. A convergência levou ao surgimento de uma área terrestre, a partir do Triásico, levantando uma concentrada, grande e larga parte de toda essa área, que deu origem aos Andes. Posteriormente, novas atividades tectônicas geraram a fragmentação da grande massa rochosa levantada, formando a Depressão Intermediária.[carece de fontes?]
A morfologia regional continuou a sua transformação. Os glaciares cobriram a região com gelo, formando sinuosos morros. A forte atividade vulcânica presente nessa época gerou uma série das erupções vulcânicas, lançando grandes fluxos de lava e provocando o derretimento dos glaciares. Isso gerou o depósito de mais sedimentos no vale central, complementado depois pelas chuvas. A sedimentação do vale continuou por milhares de anos e inclusive, os últimos grandes acontecimentos, correspondentes a violentas erupções vulcânicas, se remetem para menos de 5 000 anos. Esses sedimentos permitiram a existência de uma fértil bacia e cobriram o relevo anterior à formação andina, deixando somente a parte mais alta de alguns morros, conhecidos como "morros ilhas", por toda a cidade.[carece de fontes?][carece de fontes?]

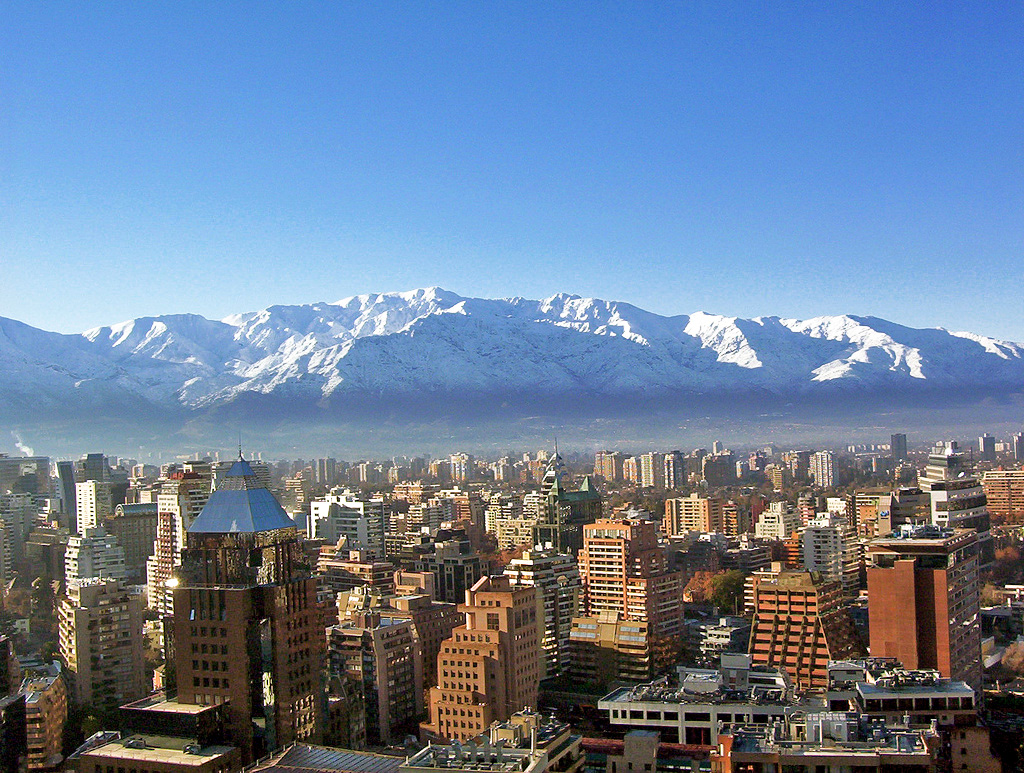
Vista da Cordilheira dos Andes desde Santiago

Atualmente, Santiago se estende principalmente no plano da bacia com uma altitude entre os 400 m nas zonas mais ao oeste e chegando aos 540 m na Praça Baquedano. A área metropolitana é rodeada por alguns "morros ilhas", como é o caso do Cerro Santa Lúcia, Cerro Blanco, Cerro Calán e o Cerro Renca, que com 800 m de altitude é o ponto mais elevado da cidade. No sudoeste da cidade existe um cordão rochoso de vários "morros ilhas", entre os quais se destaca o Cerro Chena. Na direção oeste da cidade, há um dos pontos mais altos da Cordilheira da Costa, como o Cerro Roble Alto, com 2 815 m de altitude, sendo que a zona do rio Maipo é a única em que a cordilheira perde altura.
Durante as últimas décadas, o crescimento urbano expandiu os limites da cidade até o setor leste, chegando-se na Pré-Cordilheira dos Andes. Inclusive em comunas como La Dehesa, Lo Curro e El Arrayán, se superou a barreira dos 1 000 m de altitude. Por fim, algumas áreas periféricas de baixa altitude que hoje ocupam a "cuenca", vieram da Pré-Cordilheira, como é o caso do cordão montanhoso do Cerro La Pirámide e do Cerro Sán Cristóbal, no setor noroeste de Santiago. No leste da cidade, está a chamada Serra de Ramón, uma cadeia montanhosa formada pela Pré-Cordilheira, devido à ação da falha de Ramón, alcançando 3 296 m de altitude no cerro de Ramón. Com mais 20 km. ao leste, se encontra a Cordilheira dos Andes, com suas cadeias de montanhas e vulcões, muitos dos quais superam os 6 000 m, onde se mantém alguns glaciares. O mais alto é o vulcão Tupungato, com 6570 m, localizado perto do vulcão Tupungatito, com 5 900 m de altitude. Até o noroeste se encontram o Cerro El Plomo (5 424 m) e o Nevado El Plomo, com 6070 m. Até o sudeste da capital, no entanto, se localizam o Nevado Los Piuquenes (6 019 m), o vulcão San José (5 856 m) e o Maipo, com 5 323 m. De todos estes, tanto o Tupungatito como o San José e o Maipo são vulcões ativos.[carece de fontes?]

### Hidrografia

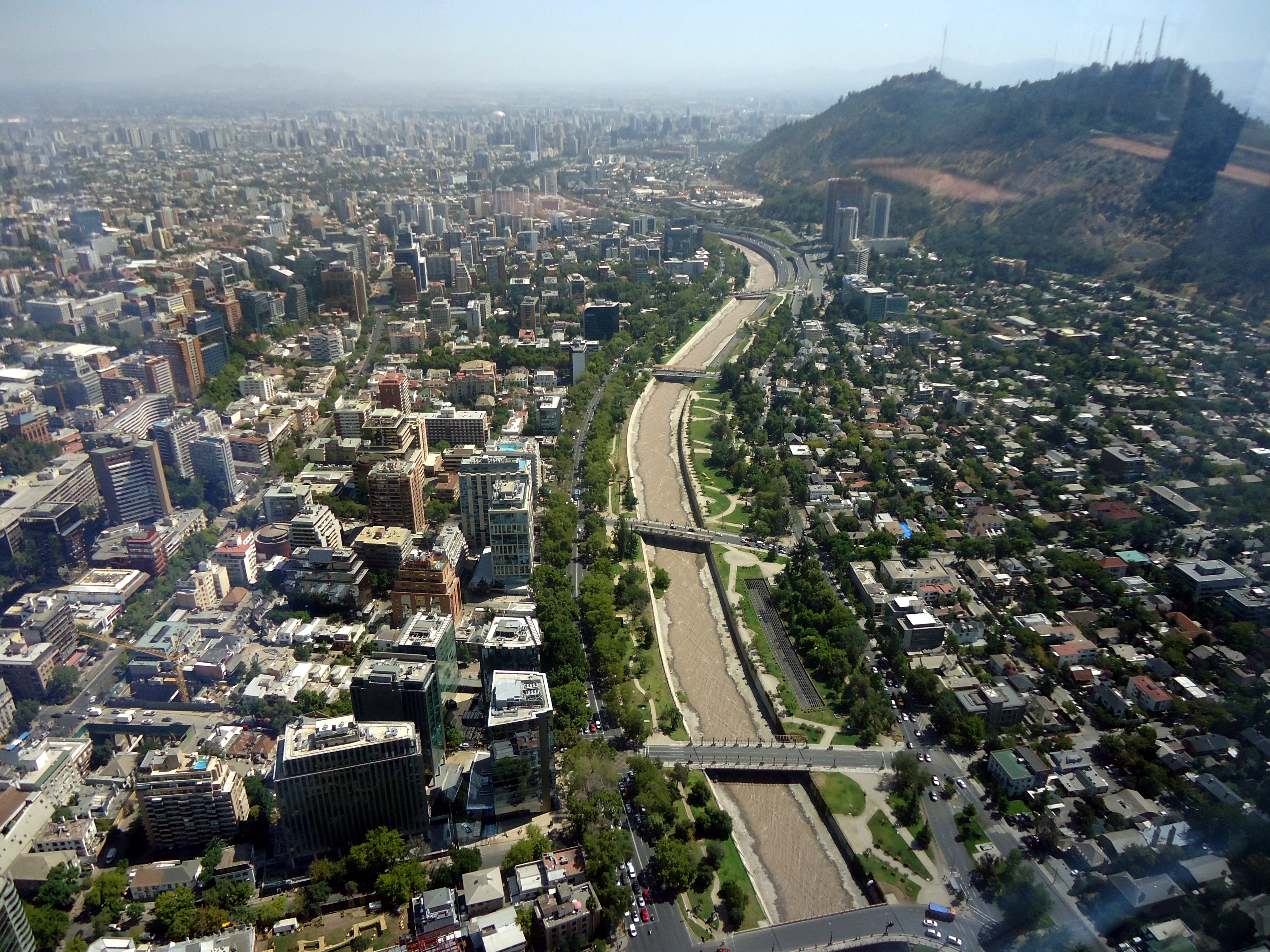
Rio Mapocho ao lado da Avenida Providencia

A cidade de Santiago está localizada na bacia hidrográfica do rio Maipo, que possui uma superfície de aproximadamente 15 380 km². Seu curso principal nasce na cordilheira dos Andes, ao sudeste de Santiago, próximo a um vulcão homônimo, e desce pela cordilheira em um cânion chamado de Cânion do Maipo. Nessa área, aparecem três importantes afluentes: o rio Volcán que nasce próximo ao vulcão San José e apresenta algumas termas como Baños Morales; o rio Yeso, cujo curso superior se localiza na represa El Yeso (principal reserva de água potável de toda a região Metropolitana), e o rio Colorado. Ao sair da zona da pré-cordilheira, o rio Maipo entra na "cuenca" de Santiago, aproximando-se da área urbana da capital, demarcando a fronteira entre a comuna de Puente Alto e a recém-criada comuna de Pirque. Depois, o rio segue rumo ao sudoeste, sendo de grande importância para o desenvolvimento agrícola das áreas rurais que cercam a cidade, para finalmente seguir seu caminho até o Oceano Pacífico, na cidade de Llolleo, na V Região de Valparaíso.[carece de fontes?]
No entanto, o rio mais importante para a cidade é o rio Mapocho, cujo percurso começou a ser habitado desde a época colonial. O rio Mapocho é o principal afluente do rio Maipo, se encontrando com ele no setor de El Monte, no sudoeste da cidade. O rio Mapocho nasce graças a vários e pequenos riachos na zona nordeste da cordilheira dos Andes e posteriormente, baixa até o vale central através de desfiladeiros da pré-cordilheira, entrando diretamente na zona leste da cidade. O rio Mapocho passa, no sentido leste-oeste, por cerca de 20 comunas antes de sair pela zona de Pudahuel, para logo percorrer áreas agrícolas até chegar a El Monte. Durante o ano, seu nível pode variar entre 13,6 m³/s em novembro e 2,3 m³/s em abril. Para que a obtenção de água se tornasse mais fácil para o desenvolvimento agrícola da bacia, foram construídos no século XIX diversos canais de irrigação que conectam o rio Mapocho ao rio Maipo, como o canal San Carlos e o canal Las Perdices. Outras obras foram realizadas para a canalização das águas pluviais provenientes da cordilheira, como o zanjón de la Aguada.[carece de fontes?]

### Clima

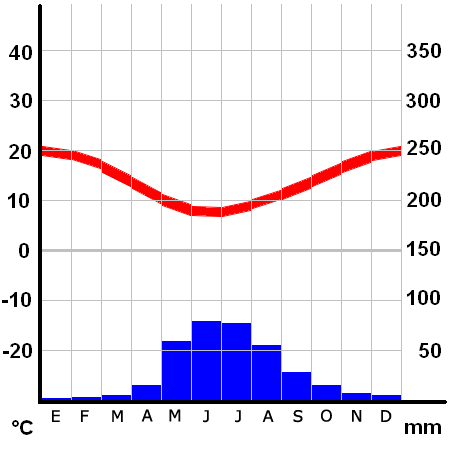
Gráfico da temperatura e precipitação na cidade

O clima de Santiago corresponde ao clima temperado, com chuvas no inverno e estação seca prolongada, mais conhecido como clima mediterrânico continentalizado. A principal característica climática de Santiago é a concentração de cerca de 80% das precipitações durante os meses principalmente de inverno (maio a setembro), variando entre 50 e 80 mm. por mês. Essa quantidade contrasta os índices dos meses correspondentes à estação seca, produzida por um domínio anticiclônico (que é interrompido por cerca de sete ou oito meses) principalmente durante os meses de verão, entre dezembro e março. No verão, a precipitação não supera os 4 mm. Essas precipitações são compostas geralmente por chuva, mesmo que ainda ocorra neve e queda de granizo principalmente nos setores da pré-cordilheira, que estão a aproximadamente 1 500 m de altitude.[carece de fontes?]
Em alguns casos, a neve afeta a cidade, mas apenas a zona leste (setores orientais), sendo muito rara a ocorrência de neve nas outras partes da conurbação. No período entre 2000 e 2017 foram registradas 15 nevadas no Grande Santiago, mais somente em 3 eventos nevou na parte central de Santiago (2007 e 2019). A periodicidade das nevadas que afetam o centro de Santiago oscila entre 1 e 4 anos, mas com uma alta variabilidade. A quantidade de neve registrada em Santiago em 15 de julho de 2017 oscilou entre 3,0 cm na Quinta Normal e 10,0 cm em La Reina (Tobalaba). Foi observado que 9 de cada 10 eventos que registraram neve em Santiago ocorreram sob a influência fria da La Niña ou condição de neutralidade.

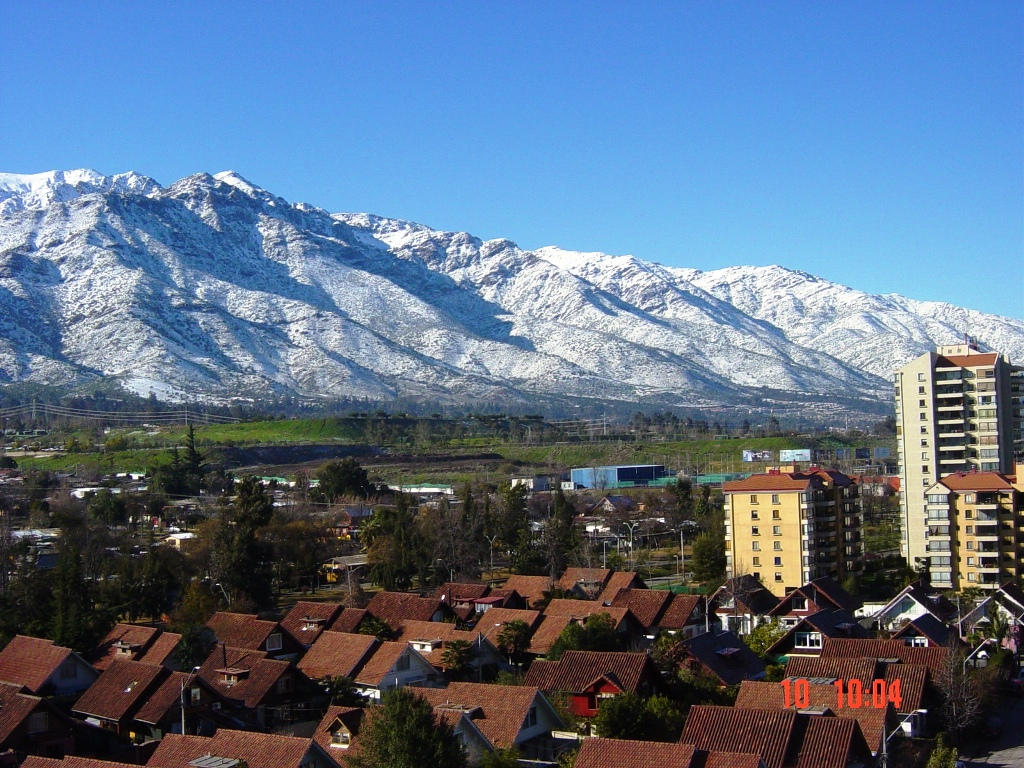
Santiago no inverno

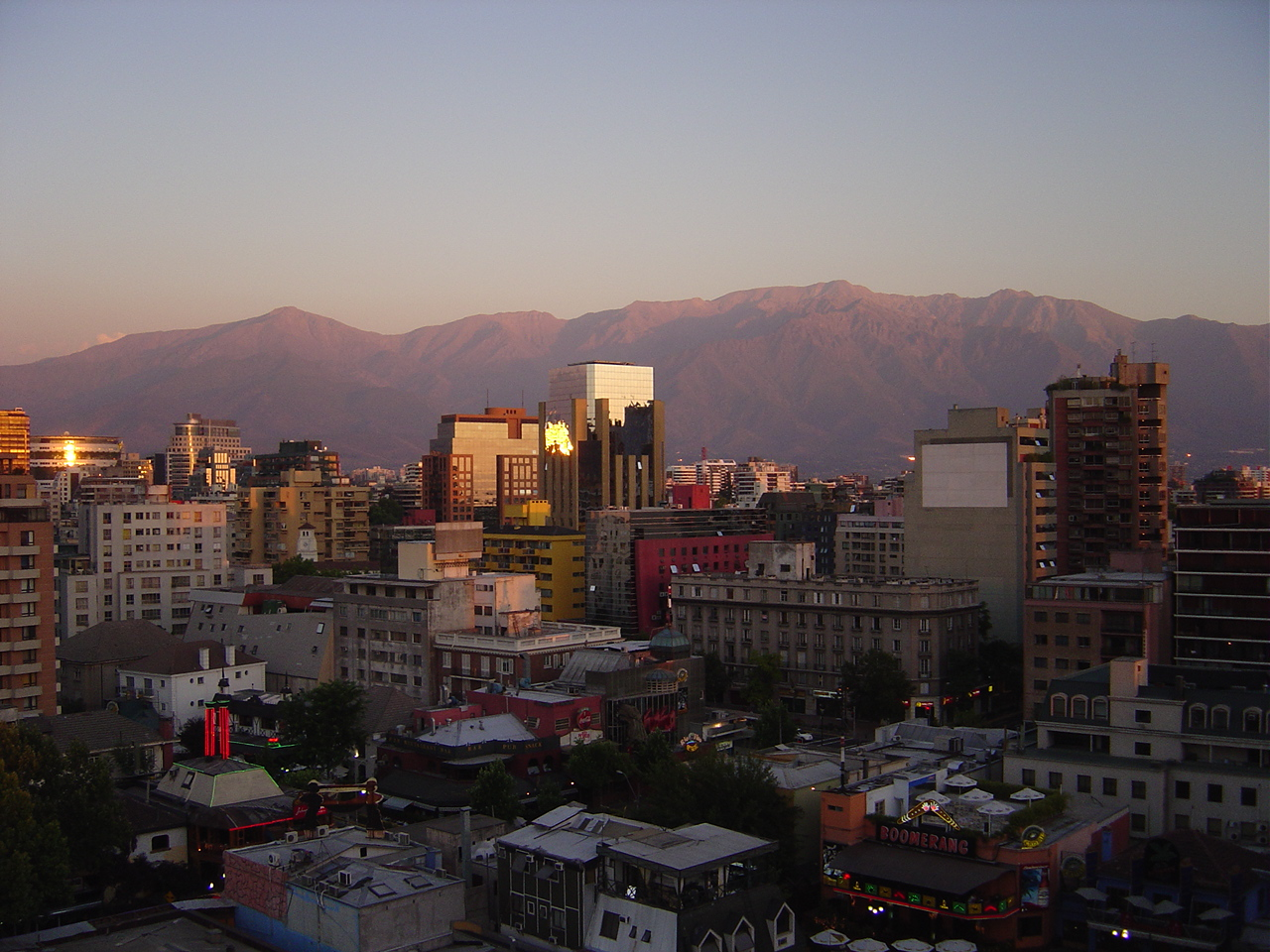
A cidade durante o verão

Como Santiago está localizada em uma área semiárida, há pouca precipitação na região: com a entrada de maior quantidade de massas de ar polares, o maior índice pluviométrico é registrado no inverno. O clima é mais seco no verão, com poucas chuvas registradas, devido à dificuldade de entrada de umidade na área graças ao relevo ao redor da cidade.[carece de fontes?]
Em relação às temperaturas, variam ao longo do ano, passando de uma média de 20 °C durante o mês de janeiro, até uma média de 8 °C nos meses de junho e julho. No verão, Santiago apresenta grandes variações de temperatura, atingindo com facilidade 30 °C ou mais à tarde, e chegando a 12 °C na madrugada. As noites são agradáveis. A maior temperatura já registrada na cidade foi de 37 °C.[carece de fontes?]
Nos meses de outono e inverno, a temperatura cai radicalmente, situando-se entre os 9 °C de dia e baixando para 0 °C ou menos à noite, especialmente na madrugada. A menor temperatura já registrada na cidade foi de -6,8 °C, em 1976. A temperatura média anual da cidade é de 13,7 °C, sendo a quarta capital mais fria da América do Sul.[carece de fontes?]
A localização de Santiago dentro de uma "cuenca" é um dos fatores que mais influenciam no clima da cidade. A cordilheira da Costa serve como um variador climático, por se opor à propagação da influência oceânica, o que contribui para o aumento da oscilação térmica anual e diária (a diferença entre as temperaturas máximas e mínimas diárias pode chegar aos 18 °C) e para uma umidade do ar relativamente baixa (média anual de 70%). No mais, a cordilheira da Costa impede a entrada de massas de ar, a não ser certa nebulosidade baixa costeira que entra na "cuenca" através dos vales fluviais. Os ventos têm direção predominantemente sudoeste, com intensidade média de 15 km/h especialmente durante o verão, já que no inverno a velocidade deles é quase nula.[carece de fontes?]
| Clima de Santiago de Chile |      |      |      |      |      |      |      |      |      |      |      |      |       |
|                            | Jan  | Fev  | Mar  | Abr  | Mai  | Jun  | Jul  | Ago  | Set  | Out  | Nov  | Dez  | Ano   |
| Temperatura média (°C)     | 20,0 | 19,3 | 17,0 | 13,8 | 10,5 | 8,0  | 7,8  | 9,1  | 11,3 | 13,8 | 16,6 | 19,1 | 13,9  |
| Precipitação (mm)          | 1,2  | 2,1  | 4,2  | 13,7 | 58,0 | 78,2 | 75,5 | 54,2 | 26,7 | 13,6 | 6,1  | 3,9  | 338,2 |

### Meio-ambiente

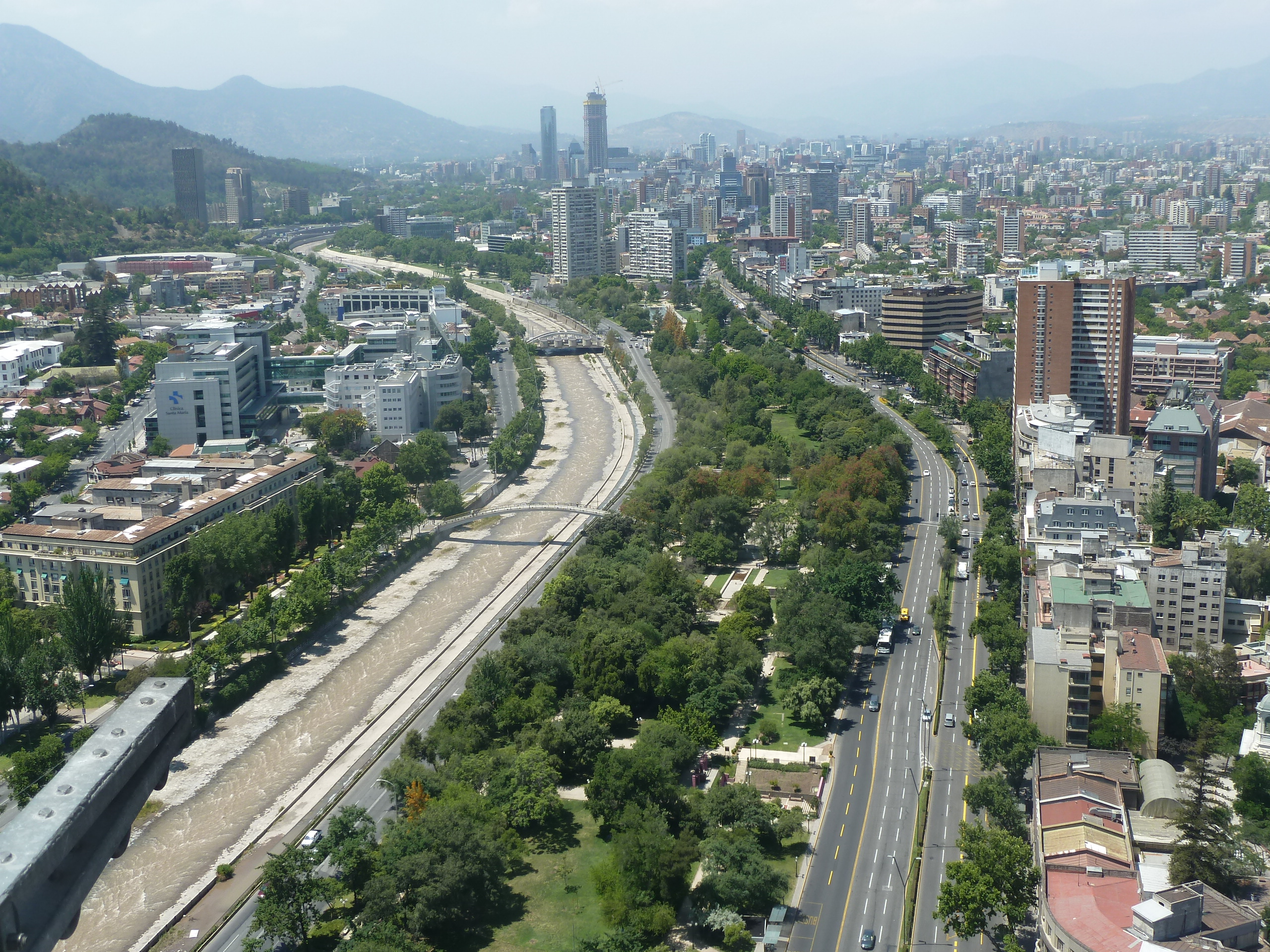
Parque Balmaceda

A cidade de Santiago se localiza em uma zona ecológica do tipo escleromórfica (conhecida como "matorral chileno"), que tem sido fortemente modificada devido à utilização do solo para fins agrícolas ou para expansão urbana. Nos últimos anos, foi identificada uma rápida degradação dos solos, e consequentemente, sua erosão. Tudo isso está gerando um processo de desertificação, agravado pela utilização de águas subterrâneas (lençóis freáticos) para o consumo humano, pelos incêndios florestais e pela seca de pântanos, entre outros. Apesar disso, ainda restam algumas áreas de grande importância para a biodiversidade, como a quebrada da Plata ou a quebrada de Ramón: todos parques silvestres protegidos, localizados em encostas da cordilheira dos Andes.[carece de fontes?]
Na cidade, o número de áreas verdes é de aproximadamente 2686 públicas e 2625 privadas (década de 1990), que equivalem a 2,5% da área urbana consolidada. Considerando estes índices, cada santiaguino possui em média 5,7 m² de área verde, menos que os 9 m² recomendados pela OMS. No entanto, segundo estudos, este índice atualmente é ainda mais baixo, mesmo porque, enquanto a cidade cresce cerca de mil hectares por ano, apenas 8 hectares de áreas verdes são criados. Metade do número de hectares de áreas verdes corresponde aos "morros ilhas", que possuem pouca vegetação ou carecem dela. Portanto, descontando essas áreas, os índices chegariam a 1,5 m² de áreas verdes por habitante. No entanto, todos estes índices apresentam grande variação dependendo da zona da cidade: enquanto no setor oriente se pode chegar aos 20 m² por habitante, na zona sul este índice não passa de 1 m² de área verde por habitante.[carece de fontes?]

### Poluição atmosférica

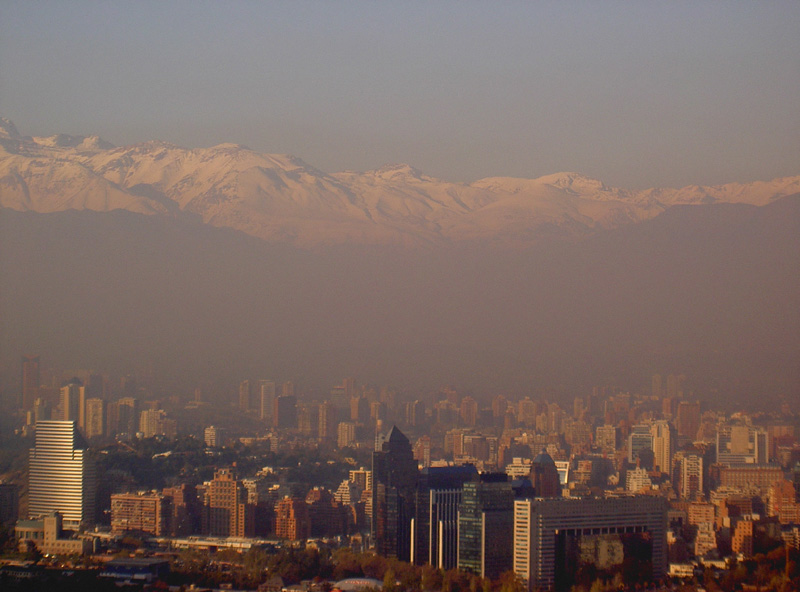
Smog em Santiago

O ar de Santiago é o ar mais poluído do Chile. Na década de 1990, a poluição do ar caiu cerca de um terço, mas houve pouco progresso desde 2000. Um estudo realizado por uma universidade chilena descobriu em 2010 que a poluição em Santiago havia dobrado. A poluição do ar por material particulado é uma séria preocupação de saúde pública na cidade, com concentrações atmosféricas de PM2.5 e PM10 regularmente excedendo os padrões estabelecidos pela Agência de Proteção Ambiental dos Estados Unidos e pela Organização Mundial de Saúde. Uma última grande fonte de poluição do ar de Santiago, que continua durante todo o ano, é a fundição da mina de cobre El Teniente. O governo geralmente não classifica o local como uma fonte de poluição, já que está fora da área de notificação da Região Metropolitana de Santiago, a 110 km do centro da cidade.
Em março de 2007, apenas 61% das águas residuais em Santiago eram tratadas, taxa que aumentou para 71% até o final do mesmo ano. No entanto, em março de 2012, iniciou-se a operação da Estação de Tratamento de Efluentes Mapocho, aumentando a capacidade de tratamento de efluentes da cidade para 100%, tornando Santiago a primeira capital da América Latina a tratar todos os esgotos municipais. O rio Mapocho, que atravessa a cidade do nordeste ao sudoeste do Vale Central, continua contaminado por esgoto doméstico, agrícola e industrial e por resíduos de extração de cobre (há uma série de minas de cobre nos Andes a leste de Santiago), que são despejados sem tratamento no rio. Existem leis que exigem que as indústrias e os governos locais tratem todas as descargas de águas residuais, mas essas regulamentações muitas vezes são aplicadas de forma imprecisa. Há agora uma série de grandes usinas de processamento e reciclagem de águas residuais em construção e planos contínuos para descontaminar o rio e torná-lo navegável.

## Demografia

População de Santiago entre 1820-2020 (projetada)

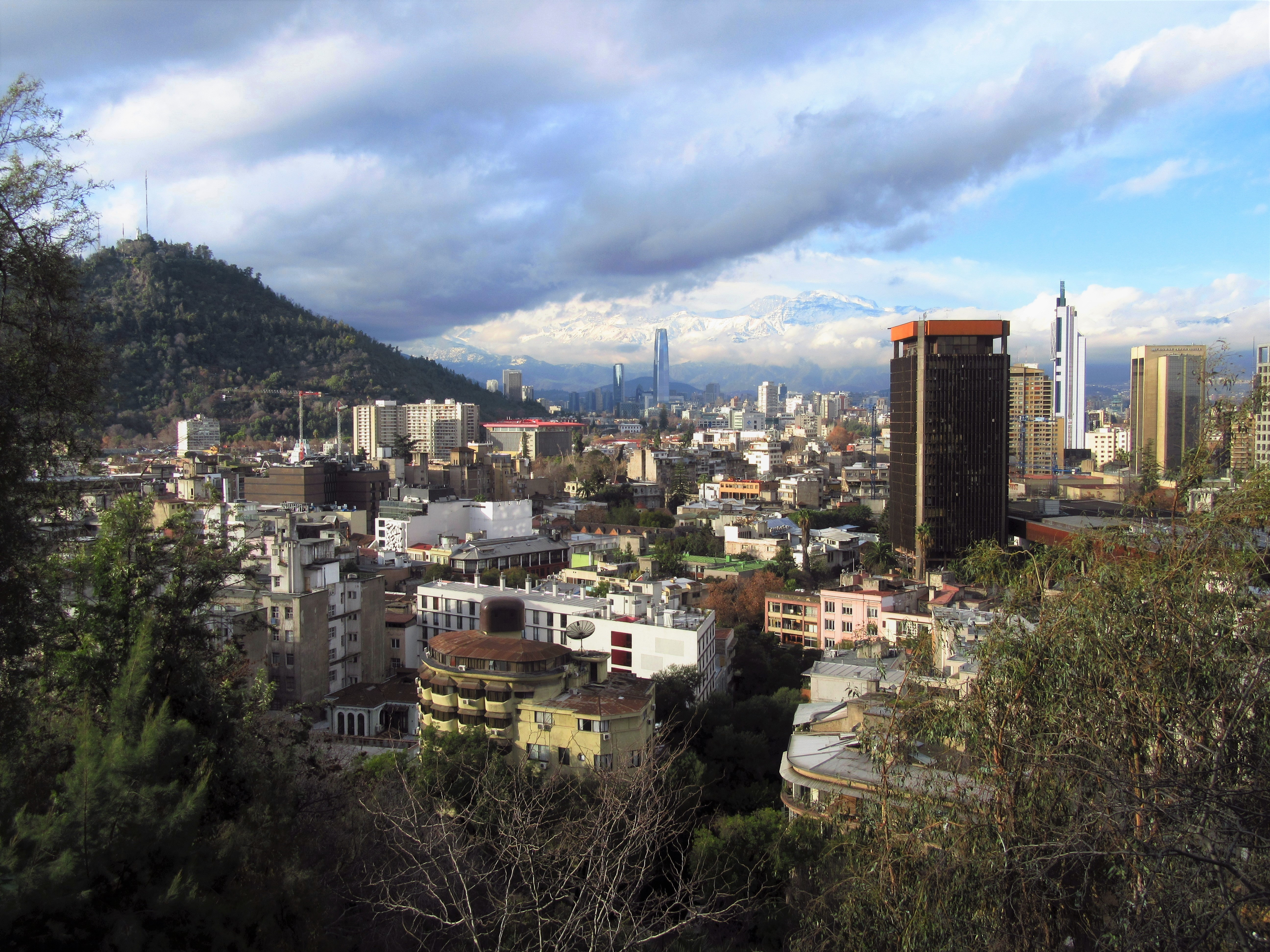
Vista da cidade

De acordo com dados coletados no censo do Instituto Nacional de Estatística em 2002, a população da Grande Santiago chegou a 5 428 590 habitantes, o equivalente a 35,91 por cento do total nacional e 89,56 por cento do total de habitantes da região. Este valor reflete o amplo crescimento da população da cidade durante o século XX: em 1907 tinha 383 587 habitantes; 1 010 102, em 1940; 2 009 118, em 1960; 3 899 619, em 1982; e 4 729 118 em 1992.
O crescimento de Santiago sofreu várias alterações ao longo de sua história. Em seus primeiros anos, a cidade teve uma taxa de crescimento 2,68% ao ano, até o século XVII, em seguida, para menos de 2% ao ano, até o início do século XX. Durante o século CC, Santiago experimentou uma explosão demográfica, uma vez que absorveu a migração de campos de mineração no norte do Chile durante a crise econômica da década de 1930.[carece de fontes?]
A população cresceu novamente, via migração de áreas rurais, entre 1940 e 1960. Esta migração foi acoplada com altas [taxas de fertilidade e o crescimento anual chegou a 4,92% entre 1952 e 1960. Depois, o crescimento populacional diminuiu, chegando a 1,35% no início de 2000. O tamanho da cidade expandiu-se constantemente; a 20 mil hectares Santiago coberto em 1960 dobrou em 1980, chegando a 65 mil hectares em 2002, a densidade populacional em Santiago é de 8.464 habitantes/km².[carece de fontes?]
A população de Santiago tem experimentado um aumento constante nos últimos anos. Em 1990, a população total com menos de 20 anos era de 38,04% e 8,86% tinham mais de 60 anos em 2007. Estimativas mostram que 32,89% dos homens e 30,73% das mulheres tinham menos de 20 anos, enquanto 10,23% dos homens e 13,43% das mulheres estavam com mais de 60 anos. Para o ano de 2020, estima-se que os valores serão 26,69% e 16,79%, respectivamente.[carece de fontes?]
No Chile, 4 313 719 de pessoas dizem que nasceram em um dos municípios da Região Metropolitana de Santiago, que, segundo o censo de 2002, equivale a 28,54% do total nacional. 67,6% dos habitantes atuais de Santiago reivindicam ter nascido em um dos municípios da região metropolitana. 2,11% dos habitantes são imigrantes, principalmente de outros países latino-americanos, como Argentina e Peru.[carece de fontes?]

## Política e governo

### Administração

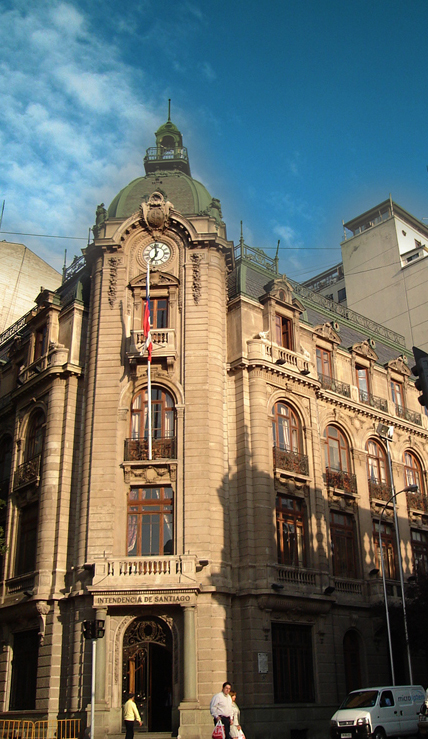
Intendência Metropolitana, sede do governo da Região Metropolitana de Santiago.

Diferente de outras grandes cidades e áreas metropolitanas do mundo, Santiago do Chile carece de um governo metropolitano encarregado de sua administração. Atualmente, a cidade é repartida em diversas autoridades, o que atrapalha a sua administração como uma única entidade.
Segundo a atual estrutura territorial chilena, o território está dividido em três níveis (regiões, províncias e comunas), mas Santiago não se enquadra perfeitamente em nenhum deles. A Região Metropolitana de Santiago foi criada em 1976 para englobar uma área metropolitana criada dois anos antes, a partir da antiga província de Santiago, mas uma série de localidades não foram incluídas em seu território, como Melipilla e Talagante. Já em nível provincial, a Grande Santiago sobrepassa os limites da atual Província de Santiago, incluindo as províncias de Cordillera, Maipo e Talagante. Se tratando de comunas, a cidade é composta por 36 delas.[carece de fontes?]
Em geral, dois tipos de órgãos administram a cidade. De um lado estão os 37 municípios, encarregados da administração local de cada comuna, dirigidos por um prefeito e assessorados por um conselho, eleito por votação popular; no entanto, os encarregados da administração superior da Região Metropolitana são o Governo Regional (formado pelo Conselho Regional e eleito indiretamente), e o Intendente, que o preside e é escolhido diretamente pelo Presidente da República; no mais, o mesmo Intendente corresponde ao governo da região, como representante natural e imediato do Presidente da República, atuando geralmente, dentro de suas possibilidades, como coordenador de todas as ações correspondentes à comuna. Atualmente, o cargo de Intendente Metropolitano de Santiago é desempenhado por Claudio Orrego Larraín.[carece de fontes?]
Quando a Região Metropolitana de Santiago foi formada, não se criou o cargo de governador provincial. Portanto, na Região Metropolitana de Santiago, esse cargo corresponde ao de Intendente. Em 2001 foi criado o cargo de "Delegado provincial", que exerce as funções de governador, representando o Intendente, mas com poder muito menor que o dele, como os governadores provinciais de todo o país.[carece de fontes?]

### Cidades-irmãs
- Riga, Letônia[32]
- Guayaquil, Equador[33]
- Miami, Estados Unidos[34]
- Minneapolis, Estados Unidos (1961)[35]
- Madrid, Espanha (1991)[36]
- Buenos Aires, Argentina (1992)[37]
- Paris, França (1997, "pacto de amizade")[38]
- São Paulo, Brasil (1998)[39]
- Kiev, Ucrânia (1998)[40]
- Ankara, Turquia (2000)[41]
- Pequim, República Popular da China (2007)[42]
- Hefei, República Popular da China (2007)[43]
- Plasencia, Espanha (2007)[44]
- Santiago de Querétaro, México (2008)[45]

Ademais, Santiago pertence à rede de Mercocidades, assinada por 180 cidades dos países membros do Mercosul, e à União de Cidades Capitais Ibero-americanas (UCCI), protocolo assinado por todas as cidades capitais de Ibero-América mais Barcelona e Rio de Janeiro.

## Subdivisões
Devido à grande expansão da cidade, esta se organizou em comunas. A cidade de Santiago ocupa a província de Santiago e alguma comunas vizinhas, no centro da subdivisão de primeiro nível do país, denominada Região Metropolitana de Santiago.
Atualidade Santiago é composta por mais de trinta comunas. O Instituto Nacional de Estadísticas, considera 2005, que a conurbação de Santiago é composta por 36 comunas.
| \| \| Cerrillos \| \| Las Condes \| \| Pudahuel \| \| \| Cerro Navia \| \| Lo Barnechea \| \| Puente Alto \| \| \| Conchalí \| \| Lo Espejo \| \| Quilicura \| \| \| El Bosque \| \| Lo Prado \| \| Quinta Normal \| \| \| Estación Central \| \| Macul \| \| Recoleta \| \| \| Huechuraba \| \| Maipú \| \| Renca \| \| \| Independencia \| \| Ñuñoa \| \| San Bernardo \| \| \| La Cisterna \| \| Padre Hurtado \| \| San Joaquín \| \| \| La Florida \| \| Pedro Aguirre Cerda \| \| San Miguel \| \| \| La Granja \| \| Peñalolén \| \| San Ramón \| \| \| La Pintana \| \| Pirque \| \| Santiago \| \| \| La Reina \| \| Providencia \| \| Vitacura \| | Mapa de Santiago y sus comunas |  |                     |  |               |
| | Cerrillos                      |  | Las Condes          |  | Pudahuel      |
| | Cerro Navia                    |  | Lo Barnechea        |  | Puente Alto   |
| | Conchalí                       |  | Lo Espejo           |  | Quilicura     |
| | El Bosque                      |  | Lo Prado            |  | Quinta Normal |
| | Estación Central               |  | Macul               |  | Recoleta      |
| | Huechuraba                     |  | Maipú               |  | Renca         |
| | Independencia                  |  | Ñuñoa               |  | San Bernardo  |
| | La Cisterna                    |  | Padre Hurtado       |  | San Joaquín   |
| | La Florida                     |  | Pedro Aguirre Cerda |  | San Miguel    |
| | La Granja                      |  | Peñalolén           |  | San Ramón     |
| | La Pintana                     |  | Pirque              |  | Santiago      |
| | La Reina                       |  | Providencia         |  | Vitacura      |

Quatro comunas fazem parte de províncias vizinhas: Padre Hurtado, San Bernardo, Pirque e Puente Alto. Algumas comunas, mesmo não sendo parte da Grande Santiago mantem estreita relação com a metrópole. Dentre estas estão as zonas urbanas de: Colina, Lampa, Peñaflor, Talagante, Calera de Tango, Buin e Paine.

## Economia

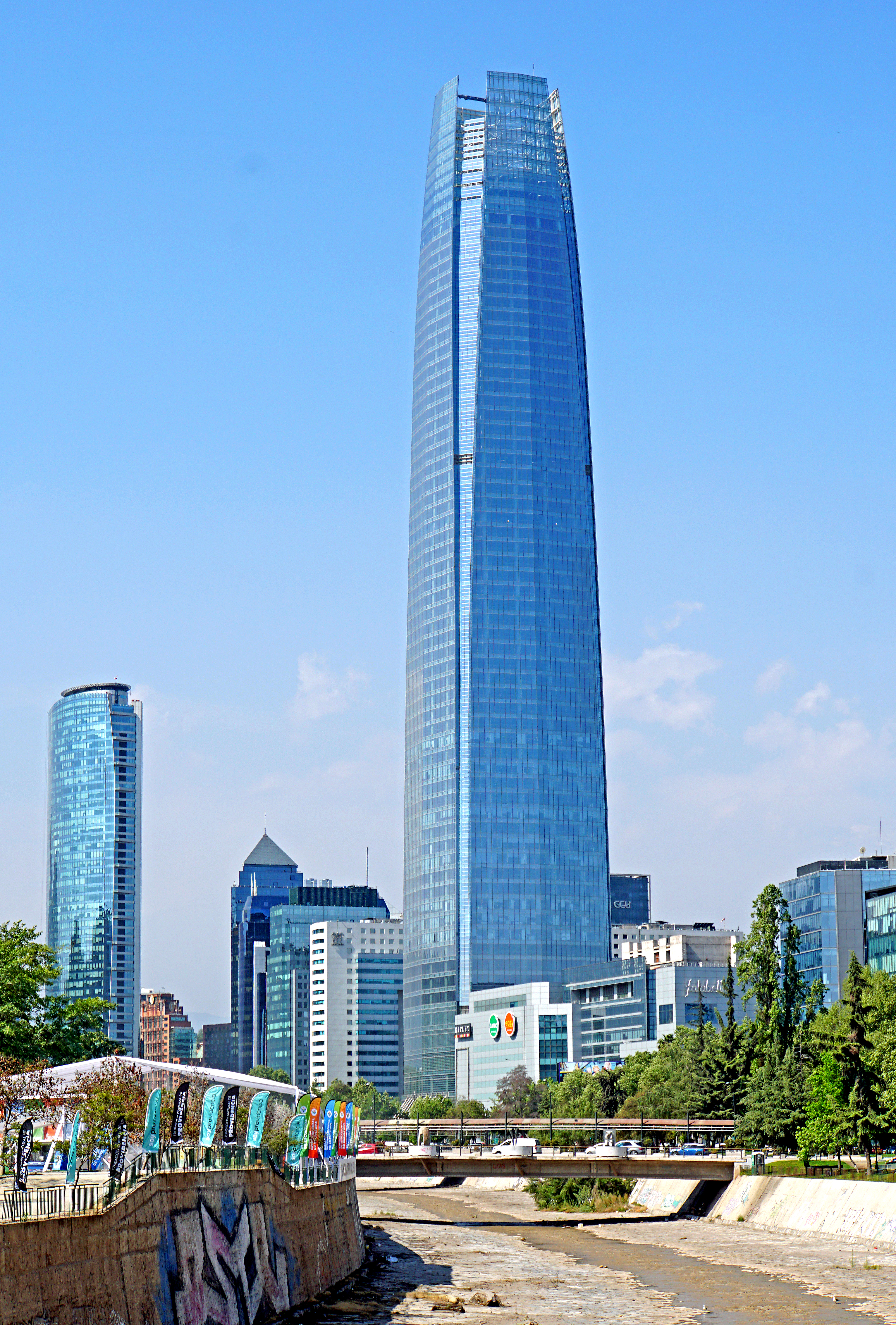
Gran Torre Santiago, o segundo arranha-céu mais alto da América Latina, com 300 m de altura, parte do distrito de Sanhattan

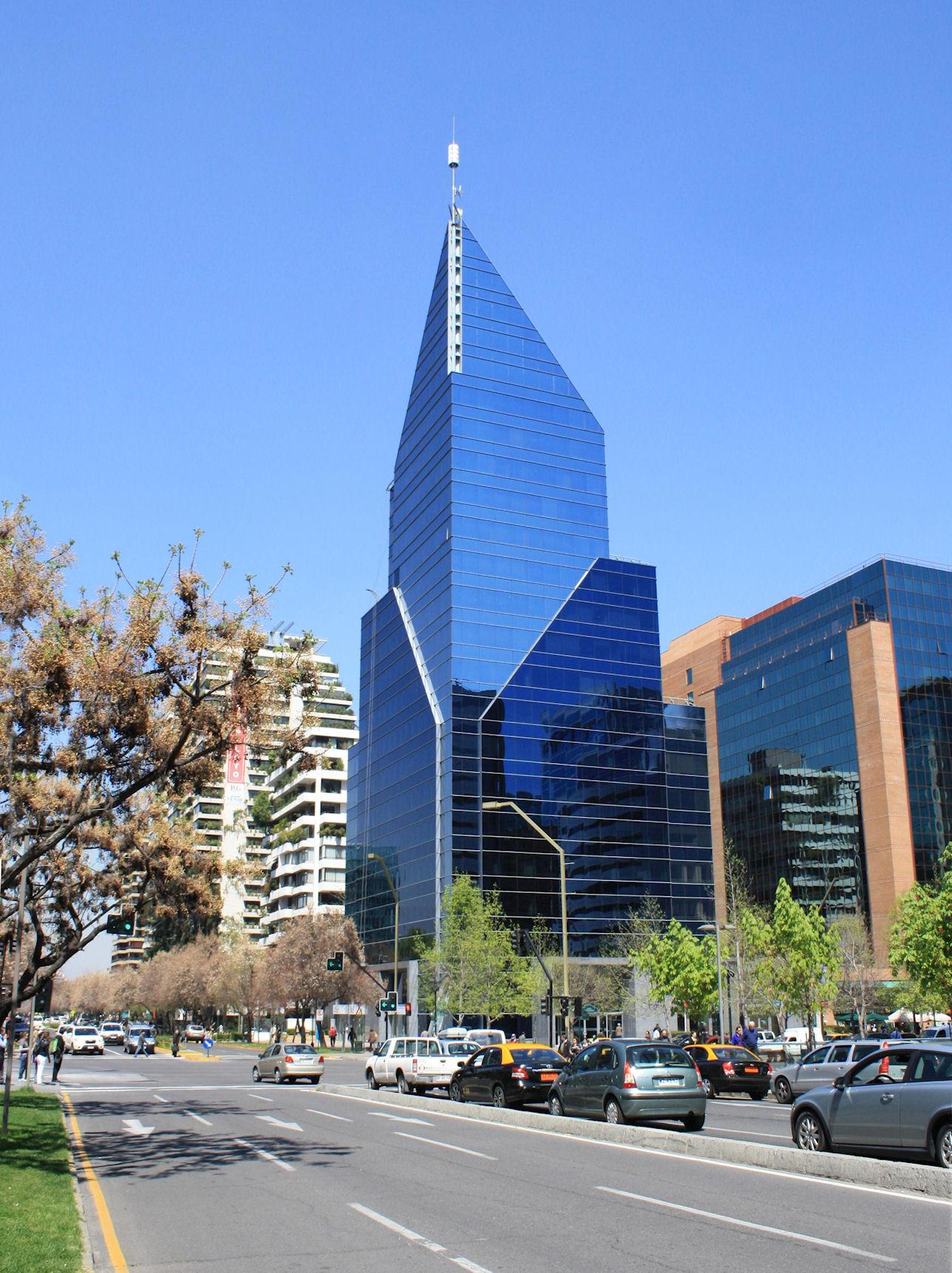
Edifício comercial em Las Condes

A cidade de Santiago é o principal centro financeiro e comercial do Chile e um dos mais importantes da América Latina. Segundo o Banco Central chileno, o Produto Interno Bruto (PIB) da Região Metropolitana de Santiago em 2005 foi de 46 trilhões de pesos chilenos (aproximadamente 93 bilhões de dólares), o equivalente a 45% do PIB total do Chile naquele ano. Este índice, se reajustado com a paridade de poder aquisitivo, aumenta para 120 bilhões de dólares, tornando Santiago a 53º cidade com maior poder aquisitivo do mundo e a 5ª na América Latina (depois da Cidade do México, São Paulo, Rio de Janeiro e Buenos Aires). Estudos projetam que em 2020, seu PIB (PPA) chegaria a US$ 225 bilhões, com uma taxa de crescimento anual efetiva de 3,8%, mantendo boa posição a nível mundial, sendo superada na América Latina apenas por São Paulo, Cidade do México, Rio de Janeiro, Buenos Aires e Bogotá.[carece de fontes?]
Quase 80% do produto interno bruto regional provêm do setor terciário, sendo que 26,16% do PIB existe graças aos serviços financeiros e empresariais e 13,99% devido ao comércio. A indústria produz 16,50% do PIB, o setor agropecuário apenas 1,06% e a mineração 0,93%, devido principalmente à mineradora de cobre Disputada de Las Condes. Em relação à geração do valor agregado por setores em nível nacional, em Santiago são gerados 45,22% do produzido pelo setor industrial, 42,93% do setor da construção civil, 52,22% do setor de transportes, 64,37% do setor comercial e 76,79% do setor financeiro.[carece de fontes?]
Em Santiago estão localizadas as principais instituições econômicas do país, incluindo a Bolsa de Comércio de Santiago (cujo principal índice bursátil é o IPSA), e a maioria das sedes de empresas nacionais e multinacionais, como LAN, Farmácias Ahumada, Santa Isabel, Falabella, Nestle, HP, Reuters, JP Morgan, Intel, Coca-Cola, Unilever, Nestlé, Kodak, BHP Billiton, IBM, Motorola, Microsoft, Ford, Toyota, Yahoo!, entre outras. Graças a tratados de livre comércio, assinados desde a década de 2000 com os Estados Unidos, União Europeia, República Popular da China, Japão, Coreia do Sul, entre outros, diversas empresas internacionais têm utilizado Santiago como uma plataforma de entrada ao mercado latino-americano. Segundo a revista América Economia, Santiago é uma das melhores cidades para se fazer negócios da América Latina, ficando em diversas áreas entre as primeiras posições. Inclusive, em 2007, Miami e Santiago, empatadas em primeiro lugar, foram consideradas as melhores cidades da América para se realizar novos negócios. Em relação ao comércio, tem crescido muito nos últimos anos, potenciado pela construção de vários centros comerciais em diversas zonas da capital e pelo auge dos inúmeros hipermercados.[carece de fontes?]
O Costanera Center, um megaprojeto no distrito financeiro de Santiago, inclui um shopping center de 280 000 m2, uma torre de 300 m, duas torres comerciais de 170 m cada e um hotel de 105 m de altura. Em janeiro de 2009, o varejista responsável, o Cencosud, disse em um comunicado que a construção seria gradualmente reduzida até que a incerteza financeira fosse eliminada. Em janeiro de 2010, o Cencosud anunciou o reinício do projeto e isto foi tomado geralmente como um símbolo do sucesso do país sobre a crise financeira de 2008. Perto do Costanera Center, outro arranha-céu já está em uso, o Titanium La Portada, com 190 m de altura. Embora esses sejam os dois maiores projetos, existem muitos outros prédios de escritórios em construção em Santiago, além de centenas de prédios residenciais altos. Em fevereiro de 2011, a Gran Torre Santiago, parte do projeto Costanera Center, localizado no chamado distrito de Sanhattan, alcançou a marca de 300 m, tornando-se oficialmente a estrutura mais alta da América Latina.

### Turismo

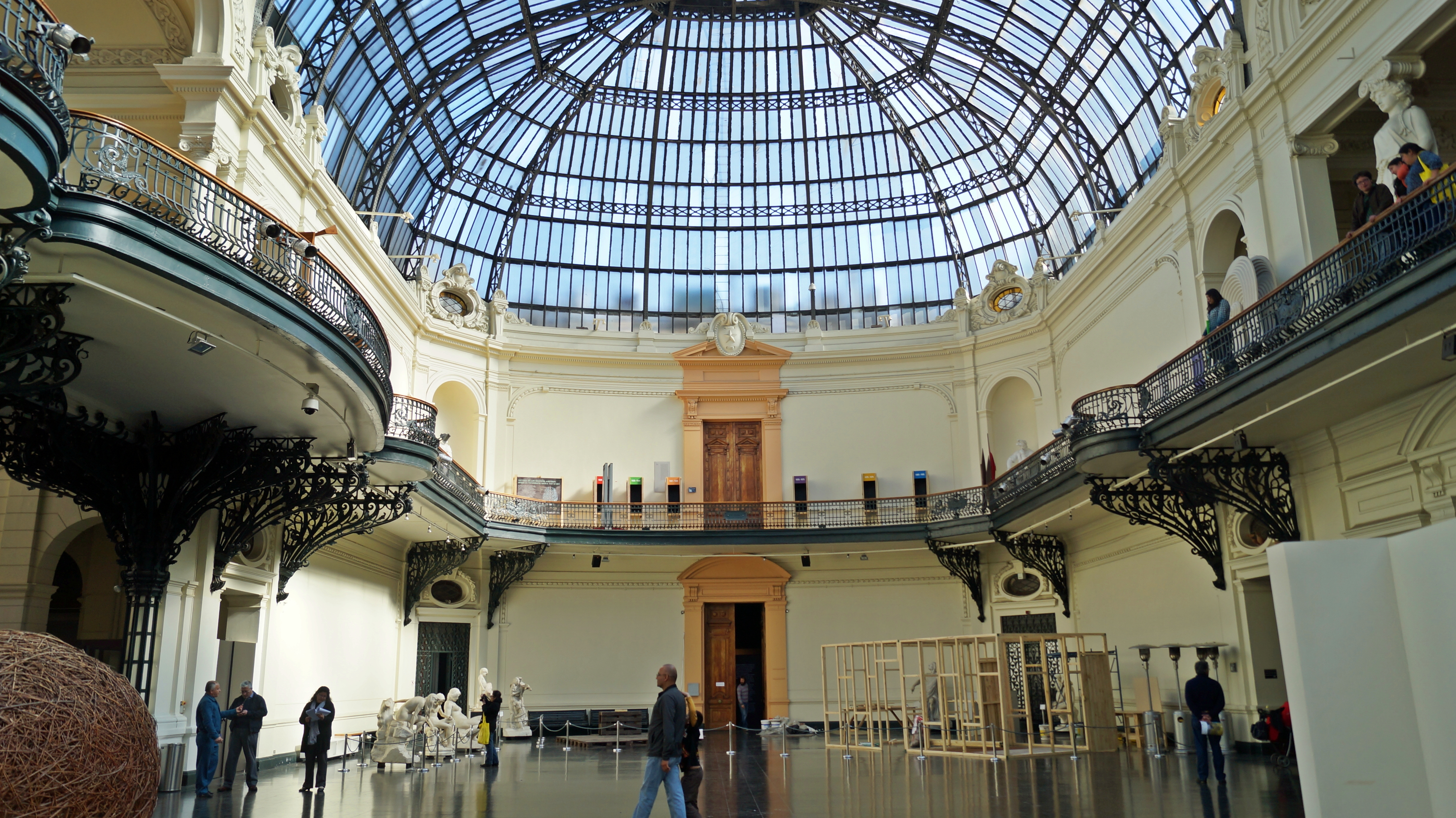
Museu Nacional de Belas Artes

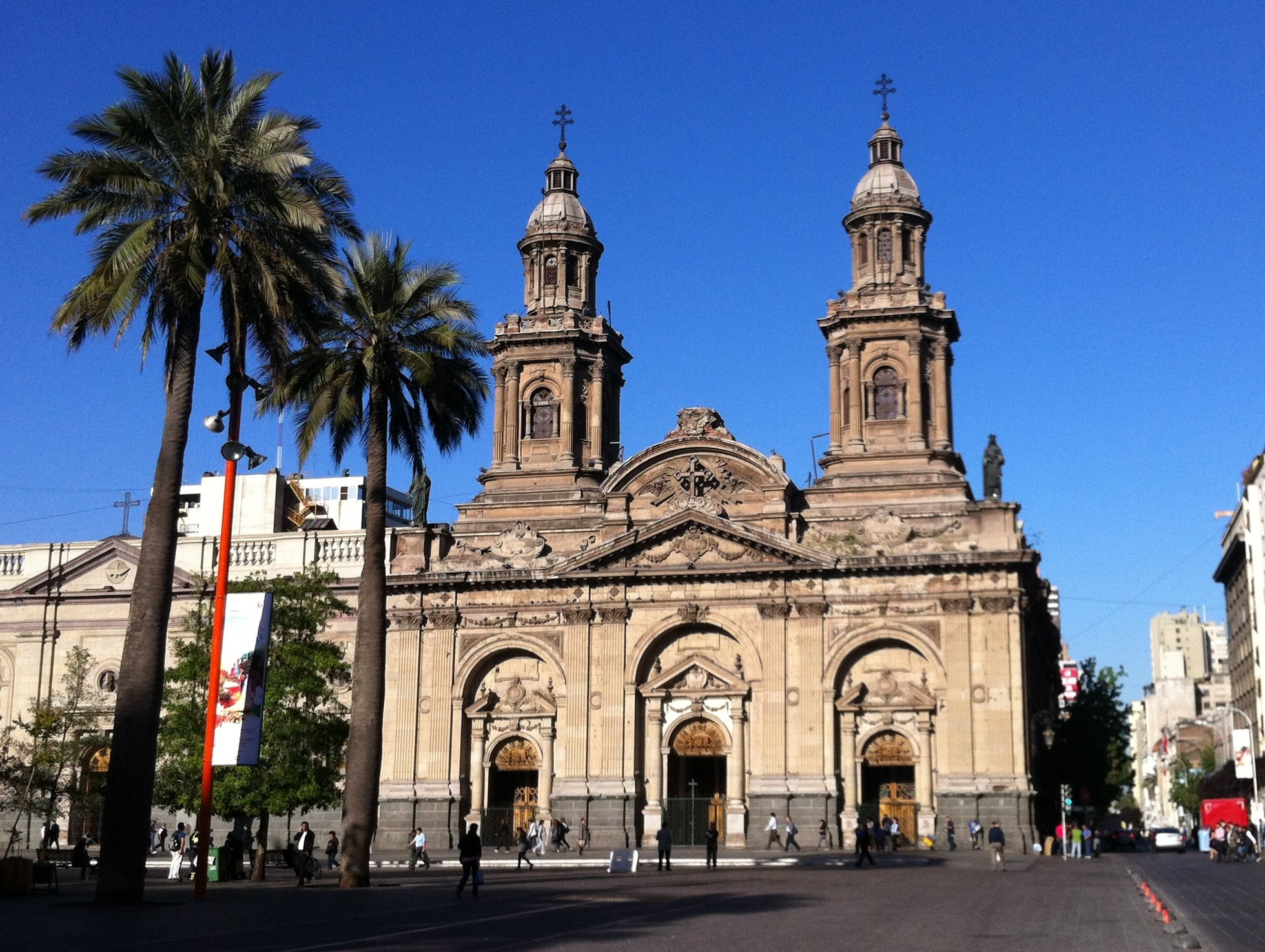
Catedral Metropolitana

A cidade é um importante destino turístico a nível nacional, por ser a principal porta de entrada ao país através do Aeroporto Internacional Comodoro Arturo Merino Benítez e do Paso Transandino Internacional Los Libertadores. Ambos concentram 55,2% do total de pessoas que ingressam no Chile por ano, o equivalente a 1 119 840 de turistas em 2005. Segundo um estudo do Serviço Nacional de Turismo, 52,3% dos turistas (tanto nacionais como internacionais) têm como destino a categoria "Santiago e seus arredores", sendo que quase toda esta parcela também visita as estações de esqui localizadas na Cordilheira dos Andes.[carece de fontes?]
Com vários atrativos históricos e culturais, museus, palácios, mirantes, shows, vida noturna intensa, compras, entre outros, se tornou, principalmente após o "boom" econômico da década de 1990, uma grande opção turística. Além disso, se encontra a menos de 100 km do litoral e de estâncias de esqui (entre elas, a mais moderna da América do Sul). Provenientes de todas as partes do mundo, os turistas que conhecem a cidade são principalmente europeus, estadunidenses, canadenses e brasileiros.[carece de fontes?]
A cidade oferece 220 estabelecimentos hoteleiros que totalizam uma capacidade de 9 240 suítes e 17 147 camas. No entanto, desde os últimos anos estes índices estão em constante aumento, especialmente na área dos hotéis com 3 estrelas ou mais, devido à chegada de diversas cadeias hoteleiras internacionais. A maior parte deles se encontra no centro da cidade e nos bairros de Providencia, Vitacura e Las Condes, que se destacam por sua bela arquitetura e bons serviços, estando aí os hotéis W, Marriott, Hyatt, Ritz Carlton, Radisson, Sheraton, Kennedy, entre outros.[carece de fontes?]
Os museus de Santiago são bem variados, desde o Museu de História Natural de Santiago até o museu de Moda. Os mais procurados são o Museu de Arte Contemporânea de Santiago, o Museu de Belas Artes e o Museu de Arte Pré-Colombiana. Além deles, tem também a casa de Pablo Neruda, que é um grande ponto turístico do Chile.

## Infraestrutura

### Transportes

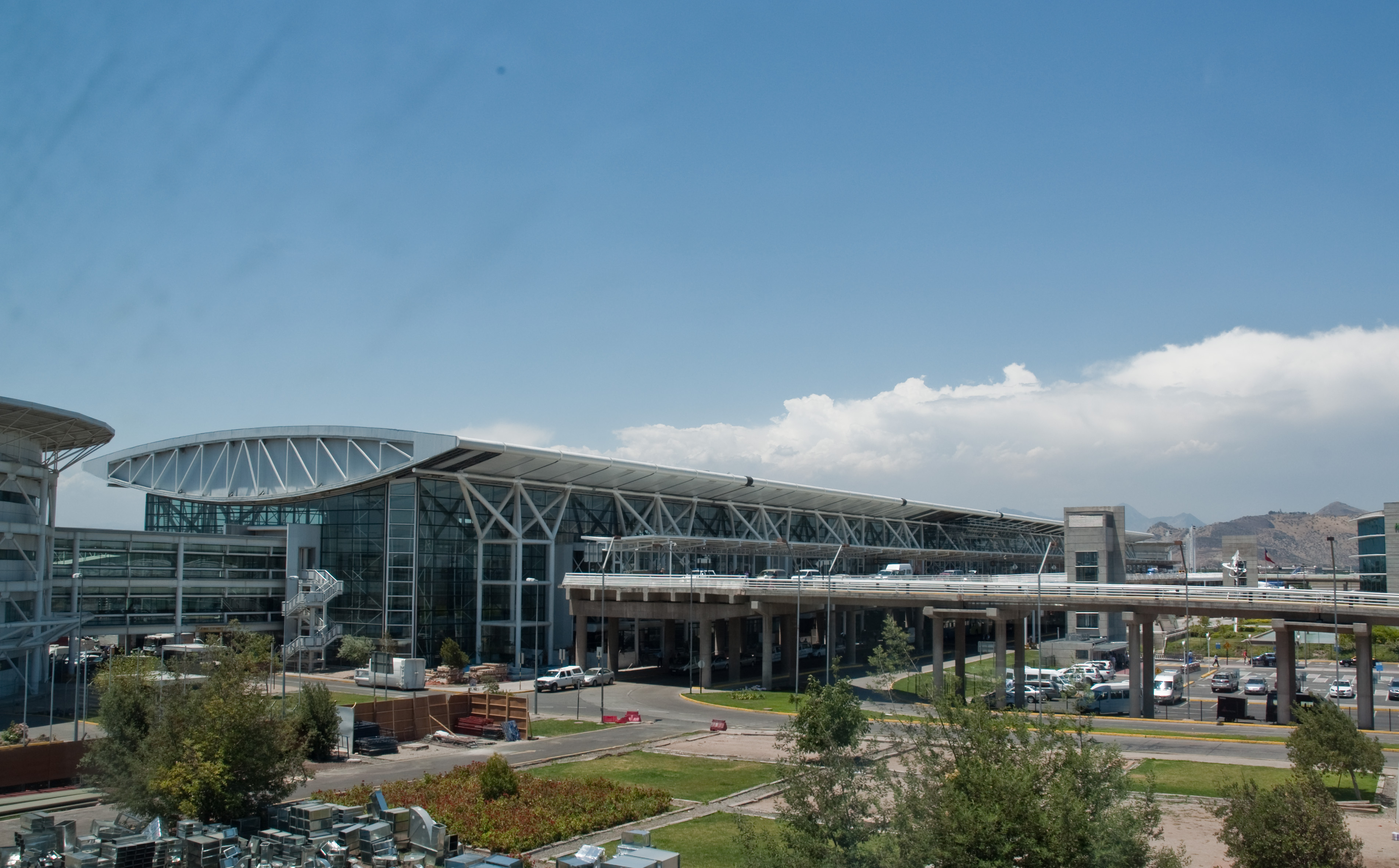
Um dos terminais do Aeroporto de Santiago

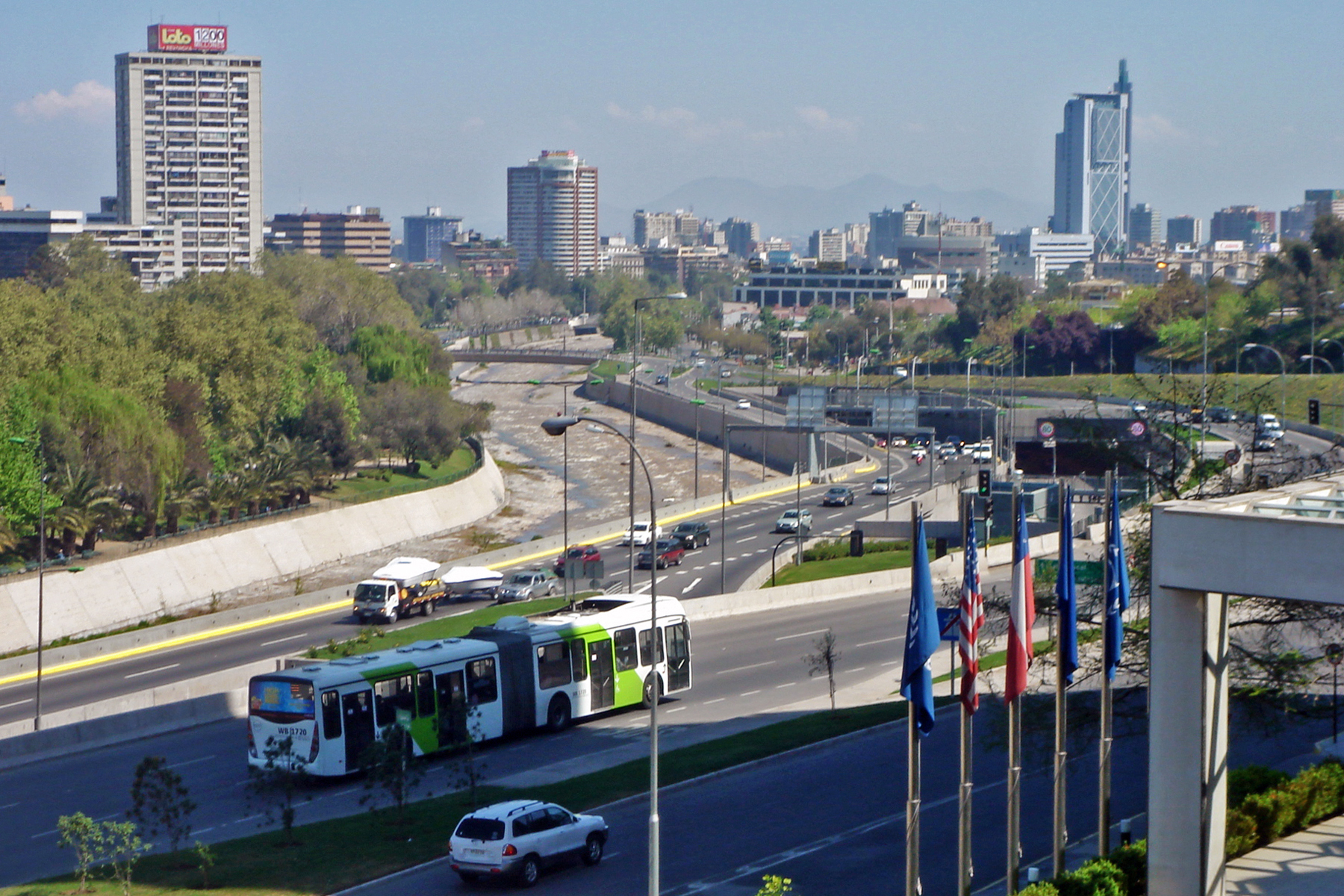
A Autopista Costanera Norte, em meio à cidade

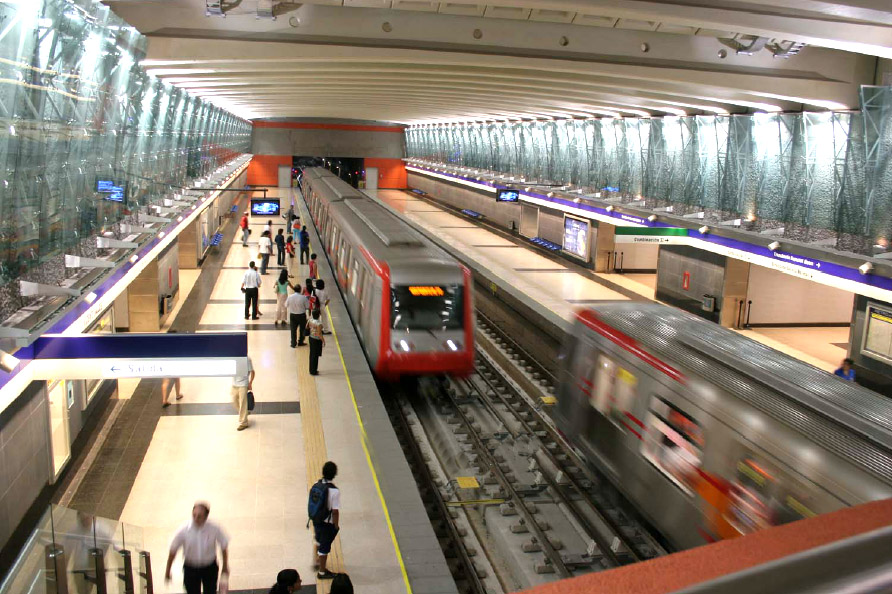
Metrô de Santiago, o maior sistema de metrô da América do Sul, com cerca de 100 km de extensão

O transporte aéreo utiliza o Aeroporto Internacional Comodoro Arturo Merino Benítez para os voos tanto nacionais como internacionais. O aeroporto está localizado na comuna de Pudahuel, no noroeste da cidade, a 13 km do centro. Possui sua própria administração, através de capitais privados. Seu número de atrasos e cancelamentos de voos é baixíssimo. É considerado em vários fatores um dos mais modernos da América Latina. Foi utilizado em 2007 por 8,4 milhões de passageiros, dos quais 4,9 eram internacionais e 3,5 domésticos. Foi inaugurado em 1967, substituindo o antigo Aeroporto Los Cerrillos, que após esta data operou como um aeródromo, até seu fechamento em 2005. Outros pontos relacionados à aviação são a Base Aérea El Bosque e o Aeródromo Eulogio Sánchez, mesmo que não destinados ao transporte público.[carece de fontes?]
Em relação às rodovias (chamadas de autopistas), a cidade é cortada pela Rodovia Panamericana (CH-5). Dentro da cidade, ela se chama Rodovia Central. Pela Ruta CH-5, pode-se chegar ao norte do país através da rodovia concessionada do Aconcágua, e ao sul através da Rodovia do Maipo. A Rodovia do Pacífico (CH-68) é uma das mais utilizadas, conectando Santiago a Valparaíso e Viña del Mar; a Rodovia do Sol (CH-78), no entanto, conecta Santiago com San Antonio e outras cidades do litoral central. E por último, a Rodovia Los Libertadores (CH-57) passa pelas cidades de San Felipe e Los Andes, até chegar na fronteira com a Argentina, no Paso Transandino Internacional Los Libertadores.[carece de fontes?]
Existem várias empresas de ônibus interurbanos em Santiago, sendo este um dos mais importantes meios de transporte. Transportam passageiros a outras cidades chilenas e até a outros países, como Argentina, Bolívia, Peru e Brasil. Todos partem dos terminais de Alameda, Santiago, San Borja e Los Héroes, localizados no centro da cidade. No caso do Terminal de San Borja, alguns ônibus também partem para cidades próximas como Talagante, Peñaflor e Melipilla, que nos últimos anos, têm adquirido o título de cidades-dormitório de Santiago.[carece de fontes?]
Santiago interliga-se com Mendoza (Argentina) pela Estrada de Los Caracoles, que estendendo-se até Buenos Aires (Argentina) é classificada pelos guias turísticos como uma das 10 mais belas do mundo, transpondo os Andes. As placas de sinalização em boa parte a denomina como Ruta 7.
O sistema de transporte ferroviário chileno cresceu muito a partir da primeira metade do século XX, tendo como eixo principal a Estação Central de Santiago. No entanto, atualmente está focado principalmente no transporte de cargas até os portos de San Antonio e Valparaíso. Mesmo assim, diferentemente dos outros países da América Latina, se destaca o moderno serviço de transporte de passageiros. O "Metrotren" vai de Santiago a Rancagua e San Fernando. O "Terrasur", de Santiago a Chillán. Todos os serviços são realizados pela empresa chilena EFE. Os trens, classificados como de "velocidade-alta" e elétricos, atingem uma velocidade de até 140 km/h. Todos são dividos em "classe turística" e "classe preferente". É um meio de transporte muito utilizado, por ser econômico, confortável e eficiente. Por ano, são transportados mais de 10 milhões de passageiros em todo o país. Em pouco tempo, será inaugurado o serviço de transporte de passageiros de Santiago até Temuco (a 670 km de distância), em novos trens elétricos, fabricados na Espanha, com velocidade máxima de 160 km/h.[carece de fontes?]

### Serviços básicos
Os serviços básicos estão principalmente sobre o poder de empresas privadas desde o fim da década de 1980 e começo da década seguinte. Enel é a empresa responsável pela distribuição de energia elétrica em Santiago, servida pelo Sistema Interconectado Central. Em relação à água potável e o serviço de tratamento de esgoto, se destaca a empresa Aguas Andinas, suas filiais e a empresa municipal SMAPA, que serve a comuna de Maipú e arredores. Metrogas é a empresa encarregada da distribuição de gás natural, proveniente principalmente do sul da Argentina através do gasoduto de GasAndes.[carece de fontes?]

## Cultura

### Pontos turísticos

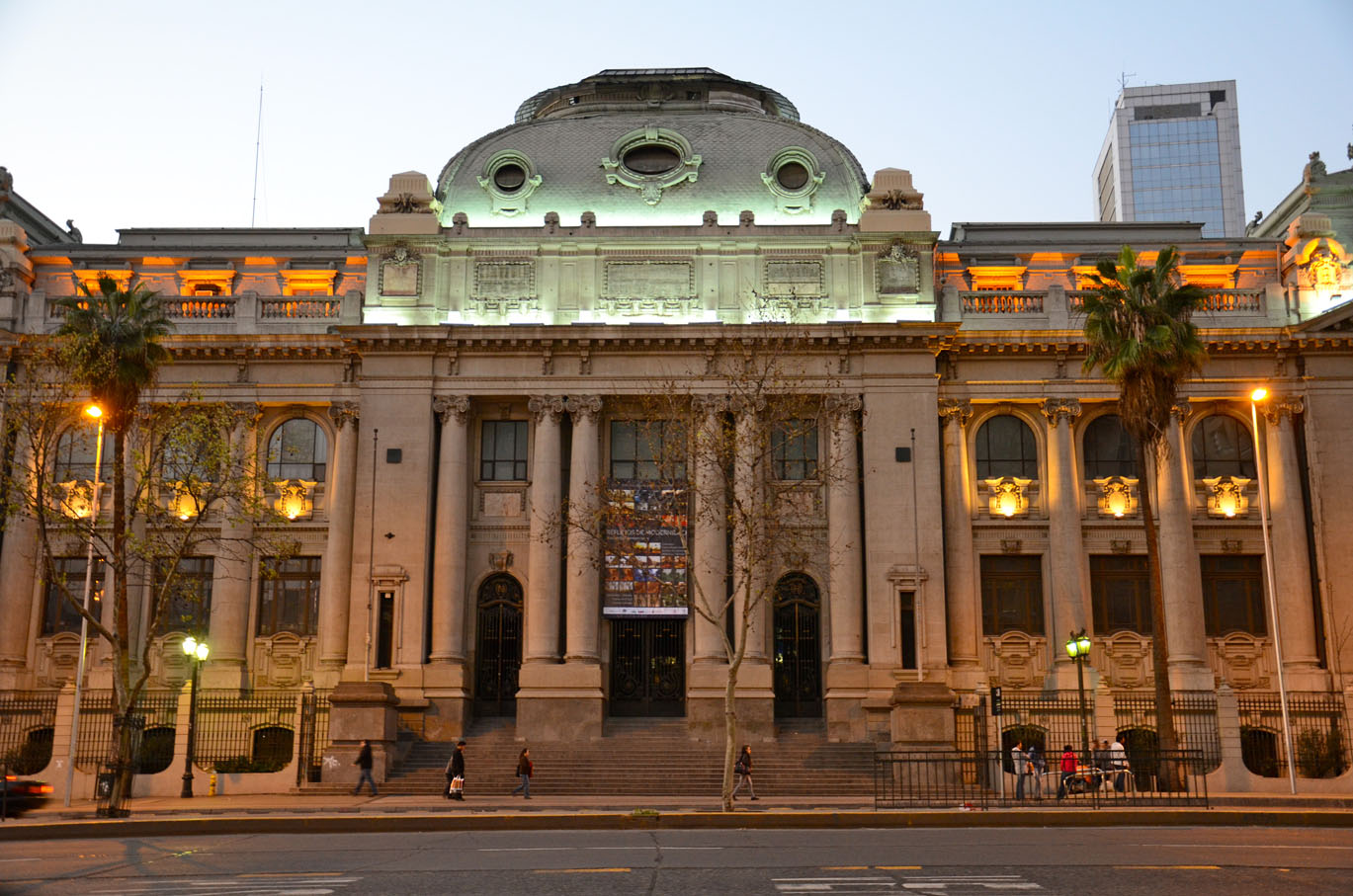
Biblioteca Nacional do Chile

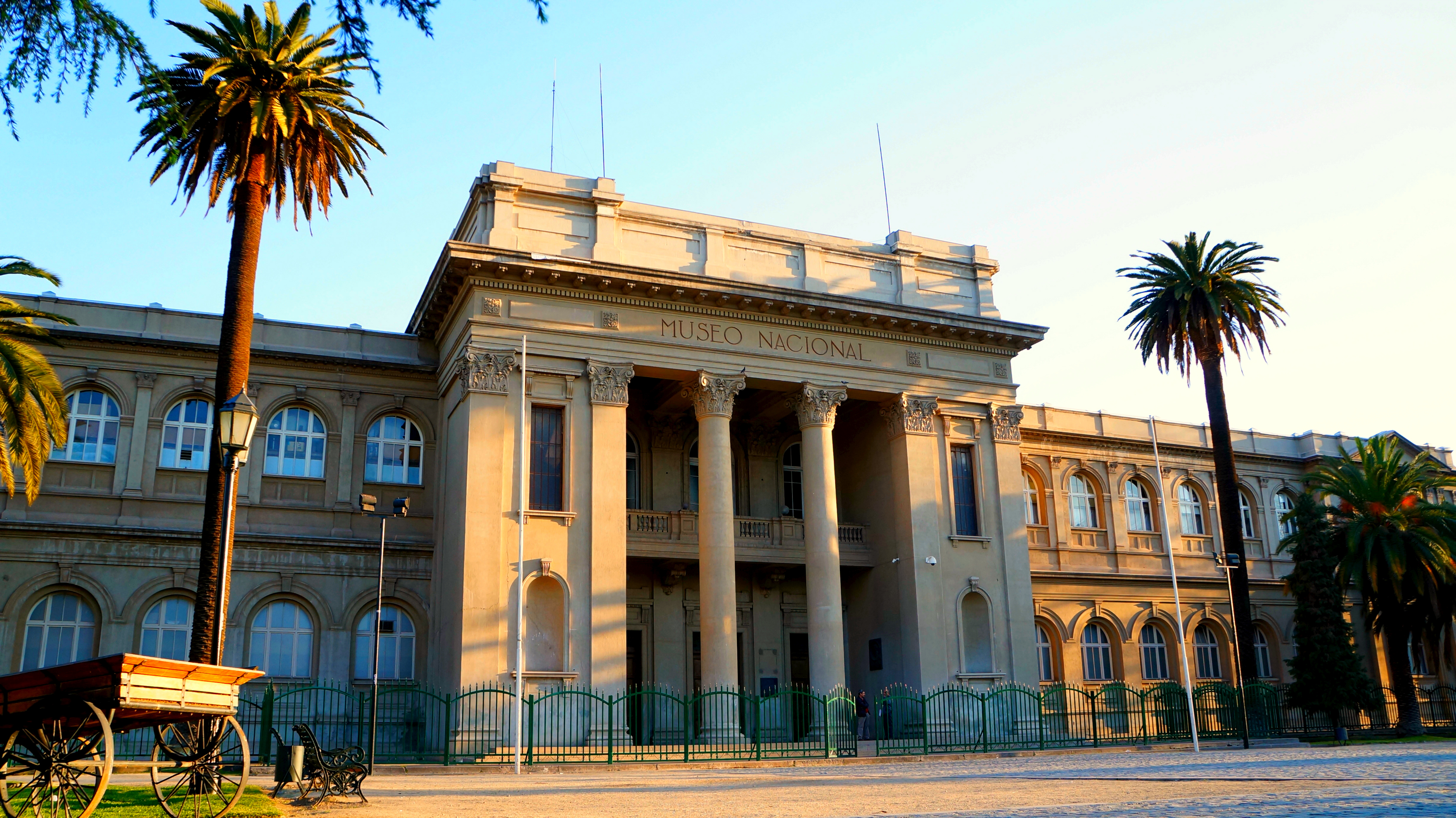
Fachada principal do Museu Nacional de História Natural do Chile, localizado no parque Quinta Normal

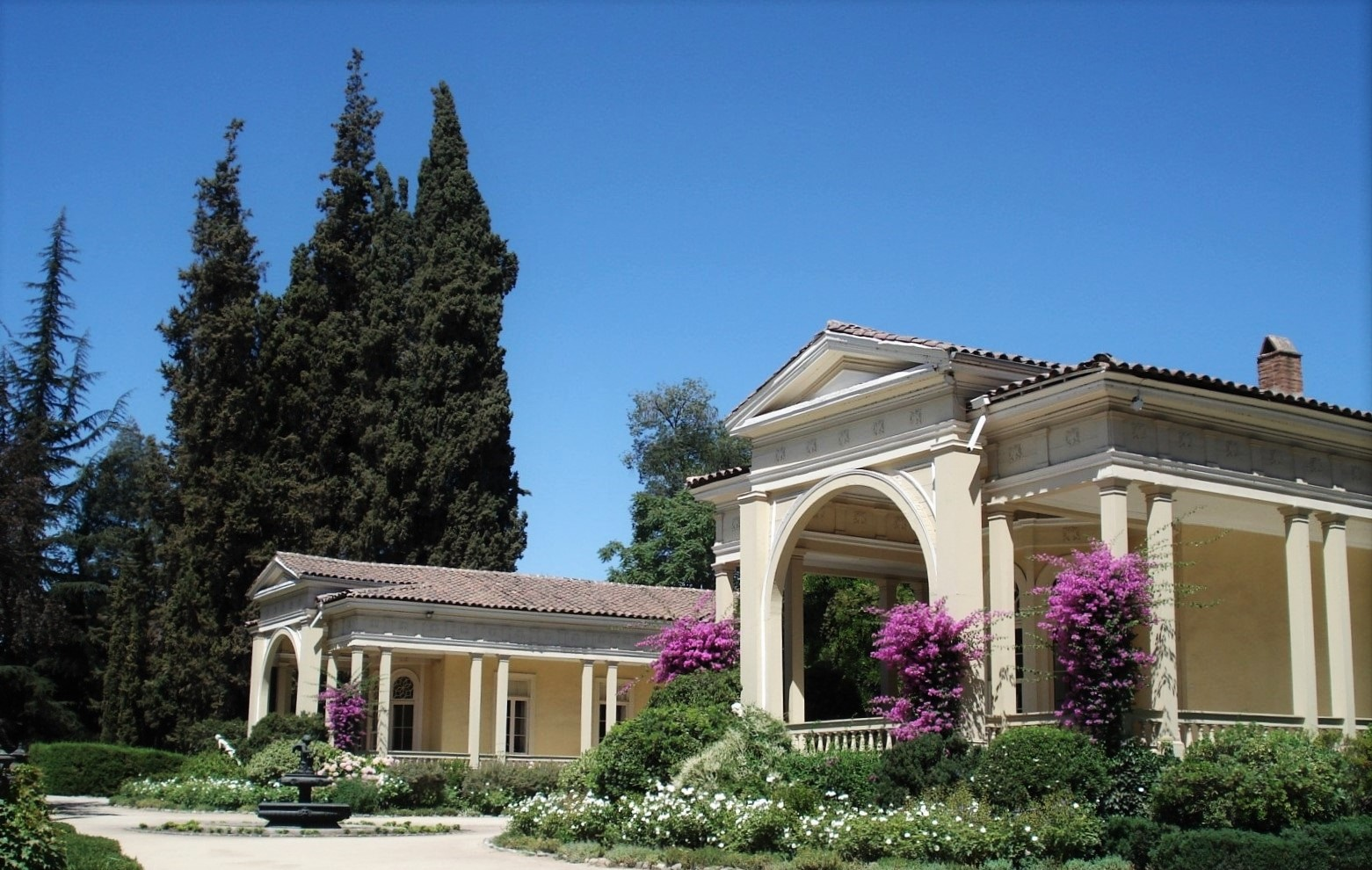
Sede da vinícola Concha y Toro

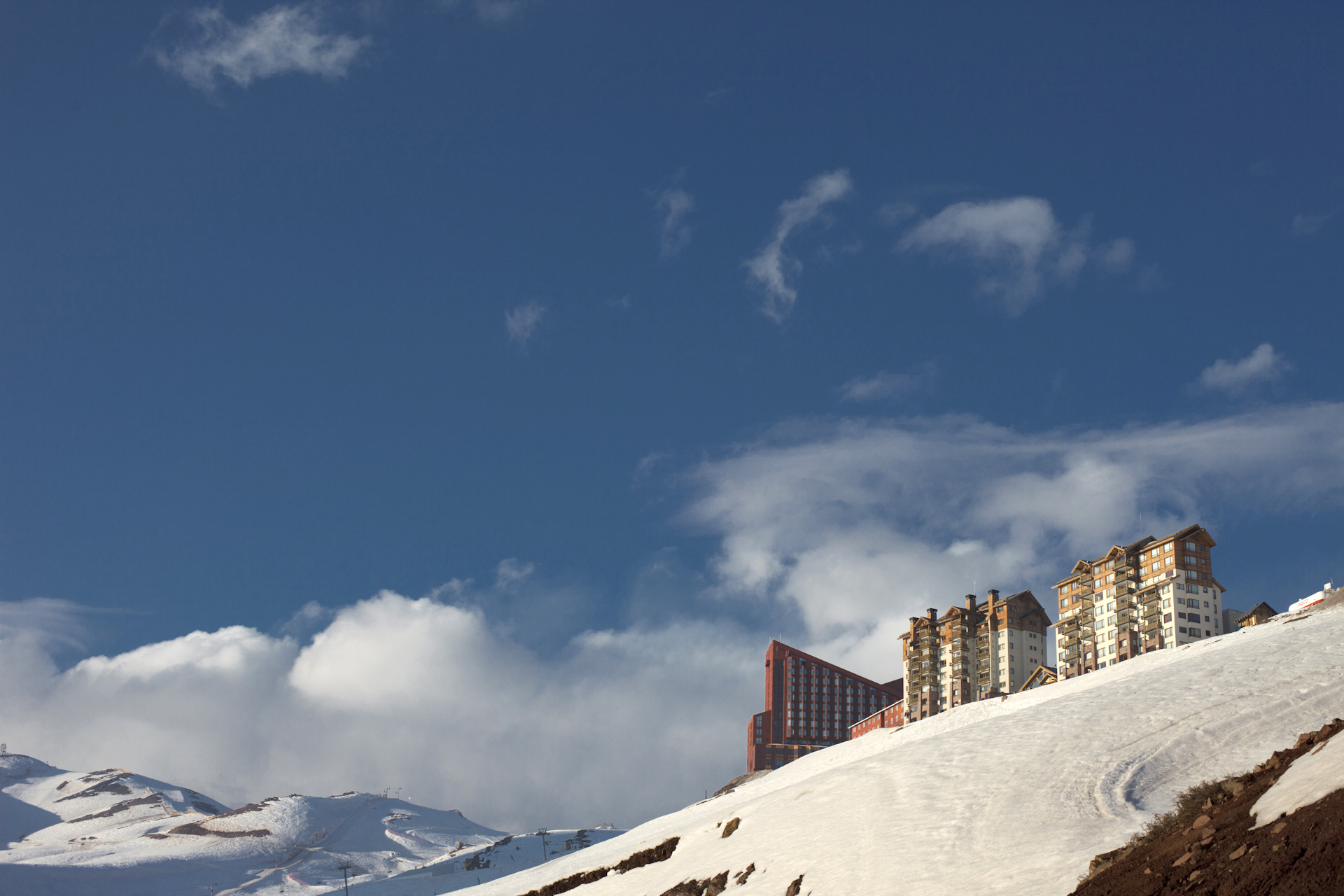
Vista da estação de esqui do Valle Nevado, na região metropolitana da cidade

Os principais pontos turísticos da cidade se encontram no Centro. A partir da Praça da Cidadania, em frente à Avenida Libertador Bernardo O'Higgins, está localizado o Palácio de La Moneda, sede do governo do Chile e do poder executivo. É permitido o acesso apenas de seus pátios internos. O palácio possui, no seu piso inferior, o recém-inaugurado Centro Cultural La Moneda, espaço com arquitetura futurista e exposições permanentes e temporárias, sendo a maioria delas sobre o Chile, seu povo, cultura e costumes. Destaque para um mapa temático detalhado do Chile, com 50 metros de comprimento.[carece de fontes?]
Próximo ao Palácio de La Moneda, está localizado o Museu Chileno de Arte Pré-Colombiana, eleito um dos melhores e mais completos museus sobre a cultura pré-colombiana do mundo. A um quarteirão de distância, se encontra a Plaza de Armas, praça central da cidade e lugar de encontro de toda a população, que reúne várias atrações: a Catedral Metropolitana de Santiago, o Museu Histórico Nacional e a Municipalidade de Santiago (prefeitura da Comuna de Santiago). O interior da Catedral Metropolitana de Santiago possui uma bela decoração, além de afrescos.[carece de fontes?]
A três quarteirões da Plaza de Armas, está o Mercado Central, com bons e baratos restaurantes, grande parte deles de comida típica chilena e pescados. A mil metros do Mercado Central, está o conceituado Museu Nacional de Belas Artes, em um antigo palácio, com várias obras de arte, esculturas, exposições temporárias e o acervo mais rico do país. Destaque para a obra "Combate Naval de Iquique", a mais representativa do Chile, que demonstra uma das batalhas da Guerra do Pacífico.[carece de fontes?]
Em direção ao norte da cidade, se encontra a antiga residência de Pablo Neruda (La Chascona), hoje um museu. Além de todos os museus anteriormente citados, Santiago também abriga: Museu Arqueológico de Santiago; Museu de Santiago Casa Colorada; Museu Colonial San Francisco; Museu de Arte Contemporânea; Museu Interativo Mirador; Museu Artequín; Museu de Ciência e Tecnologia; Museu Ferroviário; Museu da Solidariedade "Salvador Allende".[carece de fontes?]
Em relação às áreas de lazer e parques (áreas verdes), a cidade dispõe do Parque Metropolitano de Santiago (Cerro San Cristóbal), que é um parque municipal e principal mirante da cidade, de onde se tem uma bela vista da Cordilheira dos Andes. Ele abriga o jardim japonês da cidade, o Zoo Parque e também existem teleféricos, praças e, no seu ponto mais alto, venda de recordações e a escultura "A Virgem". Também estão localizados em Santiago o Parque O'Higgins, com a Arena de Santiago, um parque de diversões e diversos jardins com lagoas; o Parque Florestal, no centro da cidade, ao lado do Rio Mapocho; e o Cerro Santa Lucia, em meio à cidade, antigo forte, com mirante, local onde ocorreu a cerimônia de fundação de Santiago, em 1541.[carece de fontes?]
Algumas das mais importantes e tradicionais vinícolas do Chile estão localizadas próximas a Santiago, nos Vales do Maipo e Aconcágua. Grande parte delas possui reconhecimento e prestígio internacional. Entre as inúmeras vinícolas, se destacam a Concha y Toro, Santa Rita e Undurraga. Nos últimos anos, alguns vinhos do vale do Maipo, da uva da casta Cabernet Sauvignon, obtiveram as primeiras classificações em renomadas premiações de âmbito internacional, ao lado dos vinhos produzidos no sul de França.[carece de fontes?]
A menos de uma hora de automóvel de Santiago, na direção leste, estão localizadas várias e famosas estâncias de esqui, incluindo a mais moderna da América (com a maior pista de esqui do hemisfério sul). São elas: Valle Nevado, El Colorado, Farellones e La Parva. Um pouco mais afastada, ao norte, Portillo está a aproximadamente três horas da cidade. Valle Nevado e Portillo também são resorts, com toda uma infraestrutura hoteleira, gastronômica e de lazer. A primeira estância de esqui da América foi Portillo, construída em 1929. Grande parte destas localidades recebem anualmente delegações de esportes na neve, provenientes de vários países, além dos numerosos turistas e esquiadores amadores e profissionais. Segundo pesquisas, cerca de 70% dos hóspedes do resort Valle Nevado e 30% dos hóspedes do resort de Portillo são brasileiros, na alta temporada (julho).[carece de fontes?]
No mais, valem a visita alguns pontos de Santiago como o Bairro Bella Vista (bairro boêmio, com vida noturna intensa), o Bairro Brasil (com antigas e belas construções coloniais), a Estação Central de Santiago (com projeto de Gustave Eiffel) e a antiga sede do Congresso Nacional, que hoje se encontra em Valparaíso.[carece de fontes?]